# Чемпионат мира по хоккею с шайбой 2008
Чемпионат мира по хоккею с шайбой 2008 (англ. 2008 IIHF World Championship) — 72-й чемпионат мира по хоккею с шайбой, который проходил в канадских городах Галифакс и Квебек со 2 по 18 мая 2008 года. Это первый финальный турнир в неевропейской стране с 1962 года, прошедший тогда в Колорадо-Спрингс, США. Турнир был приурочен к 100-летию IIHF и 400-летию Квебека, что и повлияло на решение IIHF провести чемпионат мира на родине хоккея.
Впервые с 1993 года чемпионат выиграла сборная России, победив в финале хозяев турнира со счётом 5:4 в овертайме. Сборная Финляндии завоевала бронзовые медали, обыграв в матче за третье место сборную Швеции со счетом 4:0. 7-й раз в истории мировых первенств команде-чемпиону мира удалось выиграть все матчи, сыграв как минимум 9 встреч, но с момента введения плей-офф это произошло уже во второй раз (первый раз Канада выиграла прошлогоднее мировое первенство в Москве, но с меньшим числом заброшенных шайб и меньшей итоговой разницей шайб).
8 мая 2007 года Международная федерация хоккея объявила о своем намерении организовать Тройной золотой клуб и награждать игроков, выигравших золотые медали на зимних Олимпийских играх, чемпионате мира и завоевавших Кубок Стэнли. Первая церемония награждения должна была состояться во время чемпионата мира 2008, однако затем была перенесена на первый Кубок Виктории.

## Регламент
В ходе предварительного этапа команды после проведения всех матчей в своих группах, не покидают города, где базируются (Галифакс для групп B и С, Квебек для A и D). Команды, занявшие последние места в своих группах, проводят между собой серии до двух побед. Две команды, проигравшие в этих сериях, покидают высший дивизион, их место в следующем чемпионате занимают победители первого дивизиона ( Австрия и  Венгрия). Из остальных команд формируются две группы по шесть команд в каждой (E=A+D и F=B+C). Внутри этих групп проводятся матчи между командами, не игравшими друг с другом в ходе предварительного этапа (B1-C2, B2-C3 и т. д.). По четыре команды от каждой группы, занявшие первые места, выходят в финальную стадию чемпионата, которая проходит по классической схеме игр на вылет.

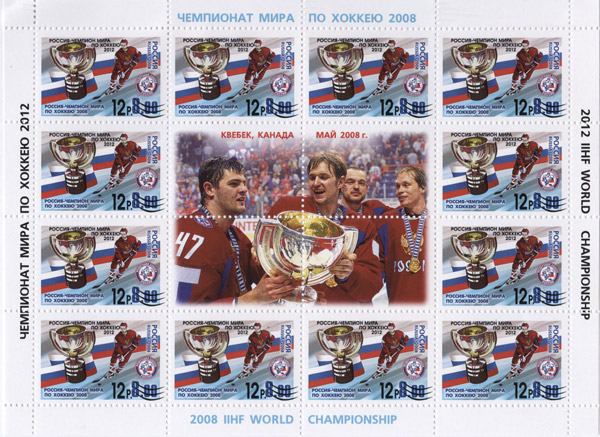
Марка России 2012 г.

В случае победы в матче на групповом этапе команда получает 3 очка, если игра в основное время заканчивается с равным счетом, то каждая команда получает по очку, обладатель ещё одного очка определяется по результатам дополнительного времени или (если и дополнительное время не выявило победителя) в серии буллитов.

## Арены
Местом проведения чемпионата были выбраны две арены: «Колизей Пепси» и «Галифакс Метро Центр», — расположенные в Квебеке и Галифаксе соответственно. «Колизей Пепси» имел возможность (по состоянию на 2008 год) одновременно разместить на своих трибунах во время хоккейного матча 15 399 человек. При этом мировое первенство могло и не состояться в Квебеке: в 2006 году из-за появившихся финансовых и организационных проблем город хотели лишить права принимать игры мирового первенства. Однако городским властям всё же удалось решить возникшие проблемы за счёт чего они смогли убедить Федерацию хоккея Канады в том, что Квебек сумеет провести чемпионат на высоком уровне. У «Колизей Пепси» был опыт проведения и других международных турниров: в 1974 году на её льду состоялась первая игра Суперсерии, в 1978 году в «Колизей Пепси» прошли встречи молодёжного чемпионата мира, а в 1976 и 1991 годах — по одному мачту в рамках Кубка Канады.
| Квебек                                                            | Квебек Галифакс | Галифакс                                                                 |
| Колизей Пепси 46°49′51″ с. ш. 71°14′47″ з. д. Вместимость: 15 176 | Квебек Галифакс | Галифакс Метро Центр 44°38′54″ с. ш. 63°34′36″ з. д. Вместимость: 10 595 |
|                                                                   | Квебек Галифакс |                                                                          |

## Участвующие команды

### Страны
В чемпионате приняло участие 16 национальных команд. Четырнадцать из Европы и две из Северной Америки.
| 14 из Европы | Беларусь *  | Германия *  | Дания *   | Италия *   |
| 14 из Европы | Латвия *    | Норвегия *  | Россия *  | Словакия * |
| 14 из Европы | Словения ^  | Финляндия * | Франция ^ | Чехия *    |
| 14 из Европы | Швейцария * | Швеция *    |           |            |
| 2 из Северной Америки | Канада *    | США *       |           |            |
| * = 14 команд автоматически квалифицировались в высший дивизион по итогам ЧМ-2007 ^ = 2 команды перешли в высший дивизион по итогам первого дивизиона ЧМ-2007 |             |             |           |            |

### Посев
Посев команд по группам осуществляется на основе рейтинга национальных хоккейных сборных, составляемый Международной федерацией хоккея. Команды были поделены следующим образом (в скобках указан рейтинг на момент посева):
| Группа А (Квебек) | Группа B (Галифакс) | Группа C (Галифакс) | Группа D (Квебек) |
| Швеция (1)        | Канада (2)          | Финляндия (3)       | Чехия (4)         |
| Швейцария (8)     | США (7)             | Словакия (6)        | Россия (5)        |
| Беларусь (9)      | Латвия (10)         | Германия (11)       | Дания (12)        |
| Франция (19)      | Словения (18)       | Норвегия (14)       | Италия (13)       |

## Судьи
ИИХФ утвердила 16 главных судей для обслуживания матчей чемпионата мира 2008 года.
| Главные судьи | |
| --- | --- |
| \| - Милан Минарж - Петер Орсаг - Даниэль Пихачек - Рихард Шютц - Маркус Виннерборг - Кристер Ларкинг - Вячеслав Буланов - Александр Поляков \| - Сами Партанен - Юри Петтери Рённ - Рик Лукер - Томас Стернс - Крис Саваж - Гай Пеллерин - Данни Курманн - Брент Райбер \| | |
| - Милан Минарж - Петер Орсаг - Даниэль Пихачек - Рихард Шютц - Маркус Виннерборг - Кристер Ларкинг - Вячеслав Буланов - Александр Поляков | - Сами Партанен - Юри Петтери Рённ - Рик Лукер - Томас Стернс - Крис Саваж - Гай Пеллерин - Данни Курманн - Брент Райбер |

## Предварительный раунд
|  | Команды, выходящие в квалификационный раунд |
|  | Команды, выходящие в утешительный раунд     |

### Группа A
| М | Сборная   | И | В | ВО | ПО | П | ШЗ | ШП | РШ  | О |
| - | --------- | - | - | -- | -- | - | -- | -- | --- | - |
| 1 | Швейцария | 3 | 3 | 0  | 0  | 0 | 10 | 4  | +6  | 9 |
| 2 | Швеция    | 3 | 2 | 0  | 0  | 1 | 17 | 9  | +8  | 6 |
| 3 | Беларусь  | 3 | 1 | 0  | 0  | 2 | 9  | 9  | 0   | 3 |
| 4 | Франция   | 3 | 0 | 0  | 0  | 3 | 2  | 16 | −14 | 0 |

Время местное (UTC-4).
| 3 мая 2008 13:00 | Беларусь | 5 : 6 (1:2, 3:2, 1:2) | Швеция | Колизей Пепси, Квебек Зрителей: 9204 |

| Отчёт | Отчёт                                       | Отчёт | Отчёт                           | Отчёт                                 |
| --- | ------------------------------------------- | --- | ------------------------------- | ------------------------------------- |
| |                                             | |                                 |                                       |
| | Виталий Коваль — 00:00-59:00                | Вратари | 00:00-60:00 — Микаэль Теллквист | Судьи: Сами Партанен Юри Петтери Рённ |
| | Голы:                                       | |                                 | Судьи: Сами Партанен Юри Петтери Рённ |
| Виктор Костючёнок — 18:32 (С. Заделёнов, А. Калюжный) Сергей Заделёнов — 22:58 (К. Кольцов, О. Леонтьев) Алексей Угаров — 23:45 (А. Кулаков, А. Михалёв) Александр Журик (бол.) — 35:57 (В. Денисов, А. Калюжный) Дмитрий Мелешко — 41:18 (В. Костючёнок, Я. Чуприс) | 0:1 0:2 1:2 2:2 3:2 3:3 4:3 4:4 5:4 5:5 5:6 | 03:59 — Магнус Юханссон (Н. Экман) 12:18 — Никлас Бекстрём (Д. Фернхольм, Р. Нильссон) 26:23 — Патрик Хёрнквист (бол.) (К. Йонссон, Н. Бекстрём) 37:51 — Роберт Нильссон (Н. Валлин, Р. Валлин) 43:41 — Патрик Хёрнквист (Ю. Андерссон, Ф. Варг) 50:32 — Рикард Валлин (Н. Экман, Ю. Фрёгрен) |                                 | Судьи: Сами Партанен Юри Петтери Рённ |
| |                                             | |                                 | Судьи: Сами Партанен Юри Петтери Рённ |
| |                                             | |                                 | Судьи: Сами Партанен Юри Петтери Рённ |
| |                                             | |                                 | Судьи: Сами Партанен Юри Петтери Рённ |
| 8 мин | Штраф                                       | 8 мин |                                 | Судьи: Сами Партанен Юри Петтери Рённ |
| |                                             | |                                 |                                       |
| | 24                                          | Броски | 46                              |                                       |

| 3 мая 2008 19:00 | Швейцария | 4 : 1 (2:0, 1:1, 1:0) | Франция | Колизей Пепси, Квебек Зрителей: 9367 |

| Отчёт | Отчёт                       | Отчёт                                               | Отчёт                       | Отчёт                          |
| --- | --------------------------- | --------------------------------------------------- | --------------------------- | ------------------------------ |
| |                             |                                                     |                             |                                |
| | Мартин Гербер — 00:00-60:00 | Вратари                                             | 00:00-60:00 — Кристобаль Юэ | Судьи: Гай Пеллерин Крис Саваж |
| | Голы:                       |                                                     |                             | Судьи: Гай Пеллерин Крис Саваж |
| Роман Вик (бол.) — 08:18 (П. Бартши, М. Гербер) Жюльен Шпрунгер (бол.) — 16:54 (С. Жаннен, П. Бартши) Патрик Бартши — 23:01 (А. Амбюль, Р. Вик) Раффаэле Саннитц — 40:31 (Т. Дерюн) | 1:0 2:0 3:0 3:1 4:1         | 39:59 — Жюльен Дерозье (бол.) (Й. Трей, С. Бордело) |                             | Судьи: Гай Пеллерин Крис Саваж |
| |                             |                                                     |                             | Судьи: Гай Пеллерин Крис Саваж |
| |                             |                                                     |                             | Судьи: Гай Пеллерин Крис Саваж |
| |                             |                                                     |                             | Судьи: Гай Пеллерин Крис Саваж |
| 16 мин | Штраф                       | 16 мин                                              |                             | Судьи: Гай Пеллерин Крис Саваж |
| |                             |                                                     |                             |                                |
| | 48                          | Броски                                              | 26                          |                                |

| 5 мая 2008 13:00 | Швейцария | 2 : 1 (1:0, 1:1, 0:0) | Беларусь | Колизей Пепси, Квебек Зрителей: 8016 |

| Отчёт | Отчёт                       | Отчёт                                           | Отчёт                        | Отчёт                        |
| --- | --------------------------- | ----------------------------------------------- | ---------------------------- | ---------------------------- |
| |                             |                                                 |                              |                              |
| | Мартин Гербер — 00:00-60:00 | Вратари                                         | 00:00-59:38 — Виталий Коваль | Судьи: Рик Лукер Петер Орсаг |
| | Голы:                       |                                                 |                              | Судьи: Рик Лукер Петер Орсаг |
| Жюльен Шпрунгер (бол.) — 13:01 (Т. Монне, А. Амбюль) Жюльен Шпрунгер (бол.) — 34:36 (Т. Монне, З. Блинденбахер) | 1:0 1:1 2:1                 | 27:34 — Константин Кольцов (Д. Дудик, Р. Салей) |                              | Судьи: Рик Лукер Петер Орсаг |
| |                             |                                                 |                              | Судьи: Рик Лукер Петер Орсаг |
| |                             |                                                 |                              | Судьи: Рик Лукер Петер Орсаг |
| |                             |                                                 |                              | Судьи: Рик Лукер Петер Орсаг |
| 18 мин | Штраф                       | 32 мин                                          |                              | Судьи: Рик Лукер Петер Орсаг |
| |                             |                                                 |                              |                              |
| | 31                          | Броски                                          | 23                           |                              |

| 5 мая 2008 19:00 | Швеция | 9 : 0 (0:0, 4:0, 5:0) | Франция | Колизей Пепси, Квебек Зрителей: 8845 |

| Отчёт | Отчёт                               | Отчёт   | Отчёт                                                  | Отчёт                               |
| --- | ----------------------------------- | ------- | ------------------------------------------------------ | ----------------------------------- |
| |                                     |         |                                                        |                                     |
| | Стефан Лив — 00:00-60:00            | Вратари | 00:00-49:22 — Фабрис Ленри 49:22-60:00 — Кристобаль Юэ | Судьи: Даниэль Пихачек Томас Стернс |
| | Голы:                               |         |                                                        | Судьи: Даниэль Пихачек Томас Стернс |
| Тони Мортенссон — 28:46 (М. Вейнхандль, М. Юханссон) Патрик Хёрнквист (бол.) — 34:21 (Ф. Варг, К. Йонссон) Маттиас Вейнхандль — 36:16 (К. Фабрициус) Никлас Валлин — 39:42 (Т. Мортенссон, А. Эдлер) Никлас Бекстрём — 44:31 (Ф. Варг) Александр Эдлер (бол.) — 47:36 (К. Йонссон, Ф. Варг) Роберт Нильссон — 49:22 (Р. Валлин, Ю. Фрёгрен) Кенни Йонссон (бол.) — 51:46 (М. Вейнхандль, К. Фабрициус) Никлас Бекстрём — 59:35 (А. Эдлер, Ф. Варг) | 1:0 2:0 3:0 4:0 5:0 6:0 7:0 8:0 9:0 |         |                                                        | Судьи: Даниэль Пихачек Томас Стернс |
| |                                     |         |                                                        | Судьи: Даниэль Пихачек Томас Стернс |
| |                                     |         |                                                        | Судьи: Даниэль Пихачек Томас Стернс |
| |                                     |         |                                                        | Судьи: Даниэль Пихачек Томас Стернс |
| 14 мин | Штраф                               | 32 мин  |                                                        | Судьи: Даниэль Пихачек Томас Стернс |
| |                                     |         |                                                        |                                     |
| | 51                                  | Броски  | 16                                                     |                                     |

| 7 мая 2008 13:00 | Швеция | 2 : 4 (1:2, 0:0, 1:2) | Швейцария | Колизей Пепси, Квебек Зрителей: 7939 |

| Отчёт | Отчёт                                | Отчёт | Отчёт                      | Отчёт                                |
| --- | ------------------------------------ | --- | -------------------------- | ------------------------------------ |
| |                                      | |                            |                                      |
| | Стефан Лив — 00:00-59:21 59:53-60:00 | Вратари | 00:00-60:00 — Йонас Хиллер | Судьи: Гай Пеллерин Юри Петтери Рённ |
| | Голы:                                | |                            | Судьи: Гай Пеллерин Юри Петтери Рённ |
| Фредрик Варг — 10:47 (Т. Мортенссон, М. Вейнхандль) Патрик Хёрнквист (мен.) — 34:36 (Р. Нильссон, Н. Экман) | 0:1 :1 1:2 1:3 2:3 2:4               | 00:48 — Тьерри Патерлини (П. Ди Пьетро, З. Блинденбахер) 16:35 — Андрес Амбюль (Б. Форстер) 45:23 — Тибо Монне (Ж. Шпрунгер, Р. Саннитц) 59:53 — Беа Форстер (п.в.) |                            | Судьи: Гай Пеллерин Юри Петтери Рённ |
| |                                      | |                            | Судьи: Гай Пеллерин Юри Петтери Рённ |
| |                                      | |                            | Судьи: Гай Пеллерин Юри Петтери Рённ |
| |                                      | |                            | Судьи: Гай Пеллерин Юри Петтери Рённ |
| 47 мин | Штраф                                | 12 мин |                            | Судьи: Гай Пеллерин Юри Петтери Рённ |
| |                                      | |                            |                                      |
| | 30                                   | Броски | 28                         |                                      |

| 7 мая 2008 19:00 | Франция | 1 : 3 (1:1, 0:1, 0:1) | Беларусь | Колизей Пепси, Квебек Зрителей: 8880 |

| Отчёт                                              | Отчёт                       | Отчёт | Отчёт                        | Отчёт                           |
| -------------------------------------------------- | --------------------------- | --- | ---------------------------- | ------------------------------- |
|                                                    |                             | |                              |                                 |
|                                                    | Кристобаль Юэ — 00:00-59:22 | Вратари | 00:00-60:00 — Виталий Коваль | Судьи: Сами Партанен Крис Саваж |
|                                                    | Голы:                       | |                              | Судьи: Сами Партанен Крис Саваж |
| Оливье Коко (мен.) — 19:53 (С. Лакруа, С. Бордело) | 0:1 :1 1:2 1:3              | 12:57 — Алексей Калюжный (А. Костицын, С. Костицын) 27:48 — Алексей Угаров (О. Леонтьев, К. Кольцов) 59:15 — Андрей Костицын (А. Калюжный, О. Леонтьев) |                              | Судьи: Сами Партанен Крис Саваж |
|                                                    |                             | |                              | Судьи: Сами Партанен Крис Саваж |
|                                                    |                             | |                              | Судьи: Сами Партанен Крис Саваж |
|                                                    |                             | |                              | Судьи: Сами Партанен Крис Саваж |
| 22 мин                                             | Штраф                       | 8 мин |                              | Судьи: Сами Партанен Крис Саваж |
|                                                    |                             | |                              |                                 |
|                                                    | 20                          | Броски | 29                           |                                 |

### Группа В
| М | Сборная  | И | В | ВО | ПО | П | ШЗ | ШП | РШ  | О |
| - | -------- | - | - | -- | -- | - | -- | -- | --- | - |
| 1 | Канада   | 3 | 3 | 0  | 0  | 0 | 17 | 5  | +12 | 9 |
| 2 | США      | 3 | 2 | 0  | 0  | 1 | 13 | 6  | +7  | 6 |
| 3 | Латвия   | 3 | 1 | 0  | 0  | 2 | 3  | 11 | −8  | 3 |
| 4 | Словения | 3 | 0 | 0  | 0  | 3 | 2  | 13 | −11 | 0 |

Время местное (UTC-3).
| 2 мая 2008 16:30 | Канада | 5 : 1 (1:0, 3:1, 1:0) | Словения | Галифакс Метро Цент, Галифакс Зрителей: 7921 |

| Отчёт | Отчёт                   | Отчёт                                                | Отчёт                        | Отчёт                                     |
| --- | ----------------------- | ---------------------------------------------------- | ---------------------------- | ----------------------------------------- |
| |                         |                                                      |                              |                                           |
| | Кэм Уорд — 00:00-60:00  | Вратари                                              | 00:00-60:00 — Роберт Кристан | Судьи: Вячеслав Буланов Александр Поляков |
| | Голы:                   |                                                      |                              | Судьи: Вячеслав Буланов Александр Поляков |
| Дэн Хэмьюс — 03:45 (Д. Хитли, К. Кунитц) Дэни Хитли — 20:41 (Р. Гецлаф, Р. Нэш) Мартен Сан-Луи (бол.) — 30:18 (Э. Стаал, Д. Кит) Дэни Хитли (бол.) — 35:07 (Р. Нэш, Б. Бёрнс) Дэни Хитли — 50:25 (Р. Гецлаф) | 1:0 2:0 3:0 3:1 4:1 5:1 | 32:19 — Анже Копитар (бол.) (Т. Разингар, М. Родман) |                              | Судьи: Вячеслав Буланов Александр Поляков |
| |                         |                                                      |                              | Судьи: Вячеслав Буланов Александр Поляков |
| |                         |                                                      |                              | Судьи: Вячеслав Буланов Александр Поляков |
| |                         |                                                      |                              | Судьи: Вячеслав Буланов Александр Поляков |
| 12 мин | Штраф                   | 14 мин                                               |                              | Судьи: Вячеслав Буланов Александр Поляков |
| |                         |                                                      |                              |                                           |
| | 65                      | Броски                                               | 23                           |                                           |

| 2 мая 2008 20:15 | США | 4 : 0 (1:0, 1:0, 2:0) | Латвия | Галифакс Метро Цент, Галифакс Зрителей: 7360 |

| Отчёт | Отчёт                   | Отчёт   | Отчёт                           | Отчёт                           |
| --- | ----------------------- | ------- | ------------------------------- | ------------------------------- |
| |                         |         |                                 |                                 |
| | Тим Томас — 00:00-60:00 | Вратари | 00:00-60:00 — Эдгарс Масальскис | Судьи: Милан Минарж Рихард Шютц |
| | Голы:                   |         |                                 | Судьи: Милан Минарж Рихард Шютц |
| Дастин Браун (бол.) — 07:21 (П. Кейн, П. Мартин) Патрик Кейн (бол.) — 28:44 (П. Мартин) Зак Паризе (бол.) — 47:09 (Д. Браун, П. Кейн) Патрик О′Салливан (бол.) — 51:05 (П. Мюллер, П. Мартин) | 1:0 2:0 3:0 4:0         |         |                                 | Судьи: Милан Минарж Рихард Шютц |
| |                         |         |                                 | Судьи: Милан Минарж Рихард Шютц |
| |                         |         |                                 | Судьи: Милан Минарж Рихард Шютц |
| |                         |         |                                 | Судьи: Милан Минарж Рихард Шютц |
| 18 мин | Штраф                   | 26 мин  |                                 | Судьи: Милан Минарж Рихард Шютц |
| |                         |         |                                 |                                 |
| | 49                      | Броски  | 24                              |                                 |

| 4 мая 2008 16:30 | Латвия | 0 : 7 (0:3, 0:4, 0:0) | Канада | Галифакс Метро Цент, Галифакс Зрителей: 7831 |

| Отчёт  | Отчёт                                                  | Отчёт | Отчёт                        | Отчёт                                |
| ------ | ------------------------------------------------------ | --- | ---------------------------- | ------------------------------------ |
|        |                                                        | |                              |                                      |
|        | Эдгарс Масальскис — 00:00-22:42 Кэм Уорд — 22:42-60:00 | Вратари | 00:00-60:00 — Паскаль Леклер | Судьи: Данни Курманн Кристер Ларкинг |
|        | Голы:                                                  | |                              | Судьи: Данни Курманн Кристер Ларкинг |
|        | 0:1 0:2 0:3 0:4 0:5 0:6 0:7                            | 02:35 — Патрик Шарп (Дж. Майерс, Э. Жовановски) 03:45 — Майк Грин (Д. Хитли) 12:15 — Дэни Хитли (Р. Гецлаф) 21:03 — Рик Нэш (бол.) (Д. Хитли, Б. Бёрнс) 22:00 — Мартен Сан-Луи (Дж. Спецца) 22:42 — Крис Кунитц (Д. Рой) 32:20 — Рик Нэш (Р. Гецлаф, Д. Хитли) |                              | Судьи: Данни Курманн Кристер Ларкинг |
|        |                                                        | |                              | Судьи: Данни Курманн Кристер Ларкинг |
|        |                                                        | |                              | Судьи: Данни Курманн Кристер Ларкинг |
|        |                                                        | |                              | Судьи: Данни Курманн Кристер Ларкинг |
| 39 мин | Штраф                                                  | 8 мин |                              | Судьи: Данни Курманн Кристер Ларкинг |
|        |                                                        | |                              |                                      |
|        | 30                                                     | Броски | 37                           |                                      |

| 4 мая 2008 20:15 | США | 5 : 1 (1:0, 2:1, 2:0) | Словения | Галифакс Метро Цент, Галифакс Зрителей: 7056 |

| Отчёт | Отчёт                   | Отчёт                                         | Отчёт                        | Отчёт                                 |
| --- | ----------------------- | --------------------------------------------- | ---------------------------- | ------------------------------------- |
| |                         |                                               |                              |                                       |
| | Тим Томас — 00:00-60:00 | Вратари                                       | 00:00-60:00 — Роберт Кристан | Судьи: Брент Райбер Маркус Виннерборг |
| | Голы:                   |                                               |                              | Судьи: Брент Райбер Маркус Виннерборг |
| Патрик Кейн (бол.) — 11:12 (Д. Браун) Фил Кессел (бол.) — 26:48 (Дж. Вишневски, Дж. Поминвилль) Фил Кессел (бол.) — 32:41 (П. Мартин, П. Мюллер) Дэвид Бут — 45:05 (Д. Стэффорд, Дж. Халперн) Фил Кессел — 49:24 (А. Буриш, П. О′Салливан) | 1:0 2:0 3:0 3:1 4:1 5:1 | 36:36 — Анже Копитар (Т. Разингар, А. Краньц) |                              | Судьи: Брент Райбер Маркус Виннерборг |
| |                         |                                               |                              | Судьи: Брент Райбер Маркус Виннерборг |
| |                         |                                               |                              | Судьи: Брент Райбер Маркус Виннерборг |
| |                         |                                               |                              | Судьи: Брент Райбер Маркус Виннерборг |
| 20 мин | Штраф                   | 12 мин                                        |                              | Судьи: Брент Райбер Маркус Виннерборг |
| |                         |                                               |                              |                                       |
| | 37                      | Броски                                        | 12                           |                                       |

| 6 мая 2008 16:30 | Канада | 5 : 4 (2:0, 1:2, 2:2) | США | Галифакс Метро Цент, Галифакс Зрителей: 9192 |

| Отчёт | Отчёт                               | Отчёт | Отчёт                                                | Отчёт                                   |
| --- | ----------------------------------- | --- | ---------------------------------------------------- | --------------------------------------- |
| |                                     | |                                                      |                                         |
| | Кэм Уорд — 00:00-60:00              | Вратари | 00:00-40:00 — Тим Томас 40:00-59:15 — Крэйг Андерсон | Судьи: Вячеслав Буланов Кристер Ларкинг |
| | Голы:                               | |                                                      | Судьи: Вячеслав Буланов Кристер Ларкинг |
| Брент Бёрнс — 08:26 (Э. Стаал, М. Сан-Луи) Дэни Хитли — 19:49 (Р. Нэш, Р. Гецлаф) Джонатан Тэйвз — 20:18 (Ш. Доан, К. Кунитц) Дерек Рой — 43:29 (К. Кунитц, Ш. Доан) Дэни Хитли — 59:13 (Р. Гецлаф, Р. Нэш) | 1:0 2:0 3:0 3:1 3:2 4:2 4:3 4:4 5:4 | 20:52 — Зак Паризе (Д. Браун, Дж. Поминвилль) 23:09 — Патрик О′Салливан (Д. Стэффорд, Т. Гилберт) 45:18 — Дастин Браун (бол.) (П. О′Салливан, З. Паризе) 46:54 — Джейсон Поминвилль (бол.) (Ф. Кессел, П. Кейн) |                                                      | Судьи: Вячеслав Буланов Кристер Ларкинг |
| |                                     | |                                                      | Судьи: Вячеслав Буланов Кристер Ларкинг |
| |                                     | |                                                      | Судьи: Вячеслав Буланов Кристер Ларкинг |
| |                                     | |                                                      | Судьи: Вячеслав Буланов Кристер Ларкинг |
| 20 мин | Штраф                               | 12 мин |                                                      | Судьи: Вячеслав Буланов Кристер Ларкинг |
| |                                     | |                                                      |                                         |
| | 29                                  | Броски | 33                                                   |                                         |

| 6 мая 2008 20:15 | Словения | 0 : 3 (0:0, 0:2, 0:1) | Латвия | Галифакс Метро Цент, Галифакс Зрителей: 7806 |

| Отчёт  | Отчёт                                    | Отчёт | Отчёт                           | Отчёт                                 |
| ------ | ---------------------------------------- | --- | ------------------------------- | ------------------------------------- |
|        |                                          | |                                 |                                       |
|        | Роберт Кристан — 00:00-58:26 59:32-60:00 | Вратари | 00:00-60:00 — Эдгарс Масальскис | Судьи: Александр Поляков Брент Райбер |
|        | Голы:                                    | |                                 | Судьи: Александр Поляков Брент Райбер |
|        | 0:1 0:2 0:3                              | 30:05 — Александр Ниживий (бул.) 31:24 — Алексей Широков (бол.) (Я. Спруктс, М. Ципулис) 59:32 — Алексей Широков (п.в.) (М. Ципулис) |                                 | Судьи: Александр Поляков Брент Райбер |
|        |                                          | |                                 | Судьи: Александр Поляков Брент Райбер |
|        |                                          | |                                 | Судьи: Александр Поляков Брент Райбер |
|        |                                          | |                                 | Судьи: Александр Поляков Брент Райбер |
| 16 мин | Штраф                                    | 12 мин |                                 | Судьи: Александр Поляков Брент Райбер |
|        |                                          | |                                 |                                       |
|        | 17                                       | Броски | 37                              |                                       |

### Группа С
| М | Сборная   | И | В | ВО | ПО | П | ШЗ | ШП | РШ | О |
| - | --------- | - | - | -- | -- | - | -- | -- | -- | - |
| 1 | Финляндия | 3 | 2 | 1  | 0  | 0 | 11 | 5  | +6 | 8 |
| 2 | Норвегия  | 3 | 1 | 0  | 1  | 1 | 6  | 10 | −4 | 4 |
| 3 | Германия  | 3 | 1 | 0  | 0  | 2 | 7  | 10 | −3 | 3 |
| 4 | Словакия  | 3 | 1 | 0  | 0  | 2 | 9  | 8  | +1 | 3 |

Время местное (UTC-3).
| 3 мая 2008 16:30 | Германия | 1 : 5 (0:0, 1:2, 0:3) | Финляндия | Галифакс Метро Цент, Галифакс Зрителей: 7658 |

| Отчёт                                            | Отчёт                          | Отчёт | Отчёт                         | Отчёт                                    |
| ------------------------------------------------ | ------------------------------ | --- | ----------------------------- | ---------------------------------------- |
|                                                  |                                | |                               |                                          |
|                                                  | Дмитрий Петцольд — 00:00-60:00 | Вратари | 00:00-60:00 — Никлас Бекстрём | Судьи: Кристер Ларкинг Маркус Виннерборг |
|                                                  | Голы:                          | |                               | Судьи: Кристер Ларкинг Маркус Виннерборг |
| Флориан Буш (бол.) — 32:44 (К. Шмидт, Ш. Ушторф) | 0:1 0:2 1:2 1:3 1:4 1:5        | 21:09 — Микко Койву (бол.) (Я. Нискала, В. Пелтонен) 27:26 — Олли Йокинен (бол.) (Х. Хювёнен, М. Койву) 40:24 — Микко Койву 42:33 — Ханнес Хювёнен (Н. Капанен, А. Пильстрём) 52:57 — Теему Селянне (О. Йокинен, О. Вяанянен) |                               | Судьи: Кристер Ларкинг Маркус Виннерборг |
|                                                  |                                | |                               | Судьи: Кристер Ларкинг Маркус Виннерборг |
|                                                  |                                | |                               | Судьи: Кристер Ларкинг Маркус Виннерборг |
|                                                  |                                | |                               | Судьи: Кристер Ларкинг Маркус Виннерборг |
| 14 мин                                           | Штраф                          | 8 мин |                               | Судьи: Кристер Ларкинг Маркус Виннерборг |
|                                                  |                                | |                               |                                          |
|                                                  | 22                             | Броски | 37                            |                                          |

| 3 мая 2008 20:15 | Словакия | 5 : 1 (1:0, 2:1, 2:0) | Норвегия | Галифакс Метро Цент, Галифакс Зрителей: 7096 |

| Отчёт | Отчёт                   | Отчёт                               | Отчёт                          | Отчёт                             |
| --- | ----------------------- | ----------------------------------- | ------------------------------ | --------------------------------- |
| |                         |                                     |                                |                                   |
| | Ян Лашак — 00:00-60:00  | Вратари                             | 00:00-60:00 — Андре Люсенстоен | Судьи: Данни Курманн Брент Райбер |
| | Голы:                   |                                     |                                | Судьи: Данни Курманн Брент Райбер |
| Тибор Мелихарек (мен.) — 09:43 (Ф. Складаны) Юрай Колник — 20:15 (Р. Петровицкий, Л. Вишнёвский) Роберт Петровицкий (бол.) — 27:44 (Ю. Колник, Л. Вишнёвский) Марцел Госса — 40:07 (Р. Петровицкий) Петер Подградски — 58:24 (П. Гужевка, П. Фабус) | 1:0 2:0 3:0 3:1 4:1 5:1 | 28:43 — Матис Олимб (А. Бастиансен) |                                | Судьи: Данни Курманн Брент Райбер |
| |                         |                                     |                                | Судьи: Данни Курманн Брент Райбер |
| |                         |                                     |                                | Судьи: Данни Курманн Брент Райбер |
| |                         |                                     |                                | Судьи: Данни Курманн Брент Райбер |
| 10 мин | Штраф                   | 10 мин                              |                                | Судьи: Данни Курманн Брент Райбер |
| |                         |                                     |                                |                                   |
| | 34                      | Броски                              | 21                             |                                   |

| 5 мая 2008 16:30 | Финляндия | 3 : 2 (OT) (2:2, 0:0, 0:0, 1:0) | Норвегия | Галифакс Метро Цент, Галифакс Зрителей: 7658 |

| Отчёт | Отчёт                       | Отчёт                                                                                    | Отчёт                     | Отчёт                           |
| --- | --------------------------- | ---------------------------------------------------------------------------------------- | ------------------------- | ------------------------------- |
| |                             |                                                                                          |                           |                                 |
| | Петри Веханен — 00:00-61:27 | Вратари                                                                                  | 00:00-61:27 — Пол Гротнес | Судьи: Милан Минарж Рихард Шютц |
| | Голы:                       |                                                                                          |                           | Судьи: Милан Минарж Рихард Шютц |
| Юсси Йокинен (бол.) — 01:37 (Н. Капанен, В. Койстинен) Вилле Пелтонен (бол.) — 16:14 (Т. Селянне, М. Койву) Туомо Рууту — 61:27 (М. Койву, Ю. Йокинен) | 1:0 1:1 2:1 2:2 3:2         | 04:26 — Мортен Аск (М. Рёймарк) 19:51 — Андерс Бастиансен (бол.) (М. Аск, П.-О. Скрёдер) |                           | Судьи: Милан Минарж Рихард Шютц |
| |                             |                                                                                          |                           | Судьи: Милан Минарж Рихард Шютц |
| |                             |                                                                                          |                           | Судьи: Милан Минарж Рихард Шютц |
| |                             |                                                                                          |                           | Судьи: Милан Минарж Рихард Шютц |
| 12 мин | Штраф                       | 16 мин                                                                                   |                           | Судьи: Милан Минарж Рихард Шютц |
| |                             |                                                                                          |                           |                                 |
| | 33                          | Броски                                                                                   | 19                        |                                 |

| 5 мая 2008 20:15 | Словакия | 2 : 4 (0:2, 1:1, 1:1) | Германия | Галифакс Метро Цент, Галифакс Зрителей: 7855 |

| Отчёт | Отчёт                   | Отчёт | Отчёт                       | Отчёт                                     |
| --- | ----------------------- | --- | --------------------------- | ----------------------------------------- |
| |                         | |                             |                                           |
| | Ян Лашак — 00:00-60:00  | Вратари | 00:00-60:00 — Роберт Мюллер | Судьи: Вячеслав Буланов Александр Поляков |
| | Голы:                   | |                             | Судьи: Вячеслав Буланов Александр Поляков |
| Иван Черник (бол.) — 29:39 (Л. Вишнёвский, Ю. Колник) Юрай Колник (бол.) — 59:56 (Л. Вишнёвский, М. Госса) | 0:1 0:2 1:2 1:3 1:4 2:4 | 06:57 — Марко Штурм (бол.) (Ф. Буш, К. Шмидт) 15:05 — Штефан Ушторф (бол.) (К. Шмидт, Дж. Холланд) 38:05 — Михаэль Хэкерт (Ф. Гогулла, М. Бакош) 48:42 — Михаэль Хэкерт (бол.) (Ф. Гогулла, К. Шуберт) |                             | Судьи: Вячеслав Буланов Александр Поляков |
| |                         | |                             | Судьи: Вячеслав Буланов Александр Поляков |
| |                         | |                             | Судьи: Вячеслав Буланов Александр Поляков |
| |                         | |                             | Судьи: Вячеслав Буланов Александр Поляков |
| 20 мин | Штраф                   | 14 мин |                             | Судьи: Вячеслав Буланов Александр Поляков |
| |                         | |                             |                                           |
| | 38                      | Броски | 35                          |                                           |

| 7 мая 2008 16:30 | Финляндия | 3 : 2 (2:2, 1:0, 0:0) | Словакия | Галифакс Метро Цент, Галифакс Зрителей: 7262 |

| Отчёт | Отчёт                         | Отчёт                                                                                | Отчёт                     | Отчёт                                  |
| --- | ----------------------------- | ------------------------------------------------------------------------------------ | ------------------------- | -------------------------------------- |
| |                               |                                                                                      |                           |                                        |
| | Никлас Бекстрём — 00:00-60:00 | Вратари                                                                              | 00:00-59:29 — Петер Будай | Судьи: Данни Курманн Маркус Виннерборг |
| | Голы:                         |                                                                                      |                           | Судьи: Данни Курманн Маркус Виннерборг |
| Нико Капанен — 02:05 (А.-Ю. Ниеми) Туомо Рууту (бол.) — 13:00 (Ю. Йокинен, Н. Капанен) Теему Селянне (бол.) — 25:17 (В. Пелтонен, О. Йокинен) | 1:0 2:0 2:1 2:2 3:2           | 13:14 — Роберт Петровицкий (М. Госса, Ю. Колник) 18:21 — Мирослав Ковачик (П. Фабус) |                           | Судьи: Данни Курманн Маркус Виннерборг |
| |                               |                                                                                      |                           | Судьи: Данни Курманн Маркус Виннерборг |
| |                               |                                                                                      |                           | Судьи: Данни Курманн Маркус Виннерборг |
| |                               |                                                                                      |                           | Судьи: Данни Курманн Маркус Виннерборг |
| 29 мин | Штраф                         | 8 мин                                                                                |                           | Судьи: Данни Курманн Маркус Виннерборг |
| |                               |                                                                                      |                           |                                        |
| | 31                            | Броски                                                                               | 39                        |                                        |

| 7 мая 2008 20:15 | Норвегия | 3 : 2 (0:1, 1:1, 2:0) | Германия | Галифакс Метро Цент, Галифакс Зрителей: 7414 |

| Отчёт | Отчёт                     | Отчёт                                                                                      | Отчёт                       | Отчёт                            |
| --- | ------------------------- | ------------------------------------------------------------------------------------------ | --------------------------- | -------------------------------- |
| |                           |                                                                                            |                             |                                  |
| | Пол Гротнес — 00:00-60:00 | Вратари                                                                                    | 00:00-59:26 — Роберт Мюллер | Судьи: Милан Минарж Брент Райбер |
| | Голы:                     |                                                                                            |                             | Судьи: Милан Минарж Брент Райбер |
| Мариус Хольтет (бол.) — 34:51 (М. Трюгг, М. Аск) Матс Цуккарелло — 47:19 (М. Хансен, М. Трюгг) Мортен Аск (бол.) — 55:53 (М. Трюгг, М. Хансен) | 0:1 0:2 1:2 2:2 3:2       | 06:37 — Марко Штурм (бол.) (Ф. Буш, Ш. Ушторф) 24:09 — Филип Гогулла (М. Хэкерт, М. Вольф) |                             | Судьи: Милан Минарж Брент Райбер |
| |                           |                                                                                            |                             | Судьи: Милан Минарж Брент Райбер |
| |                           |                                                                                            |                             | Судьи: Милан Минарж Брент Райбер |
| |                           |                                                                                            |                             | Судьи: Милан Минарж Брент Райбер |
| 8 мин | Штраф                     | 18 мин                                                                                     |                             | Судьи: Милан Минарж Брент Райбер |
| |                           |                                                                                            |                             |                                  |
| | 28                        | Броски                                                                                     | 21                          |                                  |

### Группа D
| М | Сборная | И | В | ВО | ПО | П | ШЗ | ШП | РШ  | О |
| - | ------- | - | - | -- | -- | - | -- | -- | --- | - |
| 1 | Россия  | 3 | 2 | 1  | 0  | 0 | 16 | 6  | +10 | 8 |
| 2 | Чехия   | 3 | 2 | 0  | 1  | 0 | 16 | 9  | +7  | 7 |
| 3 | Дания   | 3 | 1 | 0  | 0  | 2 | 9  | 11 | −2  | 3 |
| 4 | Италия  | 3 | 0 | 0  | 0  | 3 | 5  | 20 | −15 | 0 |

Время местное (UTC-4).
| 2 мая 2008 13:00 | Дания | 2 : 5 (2:2, 0:2, 0:1) | Чехия | Колизей Пепси, Квебек Зрителей: 8369 |

| Отчёт                                                             | Отчёт                      | Отчёт | Отчёт                        | Отчёт                         |
| ----------------------------------------------------------------- | -------------------------- | --- | ---------------------------- | ----------------------------- |
|                                                                   |                            | |                              |                               |
|                                                                   | Петер Хирш — 00:00-60:00   | Вратари | 00:00-60:00 — Милан Гниличка | Судьи: Рик Лукер Томас Стернс |
|                                                                   | Голы:                      | |                              | Судьи: Рик Лукер Томас Стернс |
| Стефан Лассен — 00:31 (Й. Дамгор, Я. Хансен) Янник Хансен — 18:03 | 1:0 1:1 1:2 :2 2:3 2:4 2:5 | 08:00 — Радим Врбата (М. Ганзал, Т. Каберле) 13:49 — Алеш Коталик (бол.) (Р. Врбата, Ф. Куба) 24:35 — Радим Врбата (Т. Флейшманн) 31:31 — Збынек Иргл 50:52 — Ян Гейда (М. Ганзал, Р. Врбата) |                              | Судьи: Рик Лукер Томас Стернс |
|                                                                   |                            | |                              | Судьи: Рик Лукер Томас Стернс |
|                                                                   |                            | |                              | Судьи: Рик Лукер Томас Стернс |
|                                                                   |                            | |                              | Судьи: Рик Лукер Томас Стернс |
| 6 мин                                                             | Штраф                      | 4 мин |                              | Судьи: Рик Лукер Томас Стернс |
|                                                                   |                            | |                              |                               |
|                                                                   | 17                         | Броски | 47                           |                               |

| 2 мая 2008 19:00 | Россия | 7 : 1 (1:0, 5:0, 1:1) | Италия | Колизей Пепси, Квебек Зрителей: 11 074 |

| Отчёт | Отчёт                            | Отчёт                                              | Отчёт                                                 | Отчёт                              |
| --- | -------------------------------- | -------------------------------------------------- | ----------------------------------------------------- | ---------------------------------- |
| |                                  |                                                    |                                                       |                                    |
| | Александр Ерёменко — 00:00-60:00 | Вратари                                            | 00:00-40:00 — Томас Трагуст 40:00-60:00 — Гюнтер Хелл | Судьи: Петер Орсаг Даниэль Пихачек |
| | Голы:                            |                                                    |                                                       | Судьи: Петер Орсаг Даниэль Пихачек |
| Александр Сёмин — 04:02 (Д. Гребешков) Александр Овечкин — 23:39 (А. Сёмин, С. Фёдоров) Алексей Морозов — 29:01 (И. Ковальчук, С. Зиновьев) Алексей Терещенко — 30:12 (М. Афиногенов, В. Прошкин) Александр Сёмин — 31:18 (Д. Гребешков) Максим Сушинский — 36:58 (К. Горовиков) Данис Зарипов (бол.) — 55:38 (С. Зиновьев, А. Морозов) | 1:0 2:0 3:0 4:0 5:0 6:0 6:1 7:1  | 51:29 — Джейсон Чироне (П. Ианноне, Дж. Сканделла) |                                                       | Судьи: Петер Орсаг Даниэль Пихачек |
| |                                  |                                                    |                                                       | Судьи: Петер Орсаг Даниэль Пихачек |
| |                                  |                                                    |                                                       | Судьи: Петер Орсаг Даниэль Пихачек |
| |                                  |                                                    |                                                       | Судьи: Петер Орсаг Даниэль Пихачек |
| 8 мин | Штраф                            | 16 мин                                             |                                                       | Судьи: Петер Орсаг Даниэль Пихачек |
| |                                  |                                                    |                                                       |                                    |
| | 44                               | Броски                                             | 18                                                    |                                    |

| 4 мая 2008 13:00 | Чехия | 4 : 5 (OT) (2:2, 1:1, 1:1, 0:1) | Россия | Колизей Пепси, Квебек Зрителей: 13 109 |

| Отчёт | Отчёт                             | Отчёт | Отчёт                                                         | Отчёт                          |
| --- | --------------------------------- | --- | ------------------------------------------------------------- | ------------------------------ |
| |                                   | |                                                               |                                |
| | Милан Гниличка — 00:00-63:10      | Вратари | 00:00-25:44 — Александр Ерёменко 25:44-63:10 — Михаил Бирюков | Судьи: Гай Пеллерин Крис Саваж |
| | Голы:                             | |                                                               | Судьи: Гай Пеллерин Крис Саваж |
| Патрик Элиаш (бол.) — 09:08 (Я. Глинка, М. Жидлицки) Алеш Коталик (бол.) — 12:05 (Т. Флейшманн, Ф. Куба) Патрик Элиаш (бол.) — 33:47 (М. Жидлицки, Т. Каберле) Патрик Элиаш (бол.) — 42:51 (Я. Глинка, Т. Каберле) | 0:1 :1 2:1 2:2 2:3 :3 4:3 4:4 4:5 | 03:47 — Сергей Зиновьев (А. Морозов, И. Ковальчук) 19:59 — Константин Горовиков (бол.) (Д. Воробьёв) 27:44 — Алексей Морозов (бол.) (Д. Марков, Д. Калинин) 46:47 — Константин Корнеев (бол.) (А. Сёмин, И. Ковальчук) 63:10 — Алексей Морозов (С. Зиновьев, Д. Калинин) |                                                               | Судьи: Гай Пеллерин Крис Саваж |
| |                                   | |                                                               | Судьи: Гай Пеллерин Крис Саваж |
| |                                   | |                                                               | Судьи: Гай Пеллерин Крис Саваж |
| |                                   | |                                                               | Судьи: Гай Пеллерин Крис Саваж |
| 20 мин | Штраф                             | 22 мин |                                                               | Судьи: Гай Пеллерин Крис Саваж |
| |                                   | |                                                               |                                |
| | 43                                | Броски | 27                                                            |                                |

| 4 мая 2008 19:00 | Италия | 2 : 6 (0:3, 1:1, 1:2) | Дания | Колизей Пепси, Квебек Зрителей: 6838 |

| Отчёт | Отчёт                                                 | Отчёт | Отчёт                    | Отчёт                                 |
| --- | ----------------------------------------------------- | --- | ------------------------ | ------------------------------------- |
| |                                                       | |                          |                                       |
| | Томас Трагуст — 00:00-10:26 Гюнтер Хелл — 10:26-60:00 | Вратари | 00:00-60:00 — Петер Хирш | Судьи: Сами Партанен Юри Петтери Рённ |
| | Голы:                                                 | |                          | Судьи: Сами Партанен Юри Петтери Рённ |
| Джейсон Чироне — 37:48 (Дж. Сканделла, М. Страццабоско) Никола Фонтаниве (бол.) — 47:09 (А. Синьоретти, Л. Ансольди) | 0:1 0:2 0:3 0:4 1:4 2:4 2:5 2:6                       | 03:54 — Мортен Греэн (К. Стаал, М. Мадсен) 08:11 — Ким Стаал (бол.) (Л. Эллер, М. Греэн) 10:26 — Янник Хансен (бол.) (М. Греэн, П. Регин) 23:31 — Даниэль Нильсен (бол.) (М. Греэн, И. К. Стаал) 50:32 — Йеспер Дамгор (М. Дальманн, П. Хирш) 56:03 — Каспер Дегн (К. Кьергор) |                          | Судьи: Сами Партанен Юри Петтери Рённ |
| |                                                       | |                          | Судьи: Сами Партанен Юри Петтери Рённ |
| |                                                       | |                          | Судьи: Сами Партанен Юри Петтери Рённ |
| |                                                       | |                          | Судьи: Сами Партанен Юри Петтери Рённ |
| 28 мин | Штраф                                                 | 12 мин |                          | Судьи: Сами Партанен Юри Петтери Рённ |
| |                                                       | |                          |                                       |
| | 28                                                    | Броски | 32                       |                                       |

| 6 мая 2008 13:00 | Россия | 4 : 1 (1:0, 2:0, 1:1) | Дания | Колизей Пепси, Квебек Зрителей: 8609 |

| Отчёт | Отчёт                        | Отчёт                               | Отчёт                         | Отчёт                            |
| --- | ---------------------------- | ----------------------------------- | ----------------------------- | -------------------------------- |
| |                              |                                     |                               |                                  |
| | Михаил Бирюков — 00:00-60:00 | Вратари                             | 00:00-60:00 — Патрик Гэлбрайт | Судьи: Рик Лукер Даниэль Пихачек |
| | Голы:                        |                                     |                               | Судьи: Рик Лукер Даниэль Пихачек |
| Максим Афиногенов — 10:38 (Д. Гребешков, А. Радулов) Александр Овечкин (бол.) — 27:07 (С. Фёдоров, И. Ковальчук) Сергей Фёдоров (бол.) — 29:45 (К. Корнеев, И. Ковальчук) Константин Горовиков — 42:47 (С. Мозякин, М. Сушинский) | 1:0 2:0 3:0 4:0 4:1          | 57:25 — Ким Стаал (бол.) (Л. Эллер) |                               | Судьи: Рик Лукер Даниэль Пихачек |
| |                              |                                     |                               | Судьи: Рик Лукер Даниэль Пихачек |
| |                              |                                     |                               | Судьи: Рик Лукер Даниэль Пихачек |
| |                              |                                     |                               | Судьи: Рик Лукер Даниэль Пихачек |
| 10 мин | Штраф                        | 22 мин                              |                               | Судьи: Рик Лукер Даниэль Пихачек |
| |                              |                                     |                               |                                  |
| | 43                           | Броски                              | 20                            |                                  |

| 6 мая 2008 19:00 | Чехия | 7 : 2 (2:2, 4:0, 1:0) | Италия | Колизей Пепси, Квебек Зрителей: 7517 |

| Отчёт | Отчёт                              | Отчёт                                                       | Отчёт                                                 | Отчёт                           |
| --- | ---------------------------------- | ----------------------------------------------------------- | ----------------------------------------------------- | ------------------------------- |
| |                                    |                                                             |                                                       |                                 |
| | Марек Пинц — 00:00-60:00           | Вратари                                                     | 00:00-43:53 — Гюнтер Хелл 43:53-60:00 — Томас Трагуст | Судьи: Петер Орсаг Томас Стернс |
| | Голы:                              |                                                             |                                                       | Судьи: Петер Орсаг Томас Стернс |
| Мартин Эрат — 00:41 (П. Элиаш, Т. Каберле) Радим Врбата — 04:19 Марек Жидлицки (бол.) — 21:29 (М. Эрат, Т. Каберле) Радим Врбата — 30:42 (Т. Флейшманн, М. Ганзал) Патрик Элиаш (бол.) — 37:47 (Т. Каберле, М. Жидлицки) Филип Куба — 39:02 (З. Иргл, И. Новотны) Ярослав Глинка — 43:53 (М. Эрат, Я. Клепиш) | 1:0 1:1 1:2 :2 3:2 4:2 5:2 6:2 7:2 | 00:59 — Лука Ансольди 03:06 — Никола Фонтаниве (А. Хельфер) |                                                       | Судьи: Петер Орсаг Томас Стернс |
| |                                    |                                                             |                                                       | Судьи: Петер Орсаг Томас Стернс |
| |                                    |                                                             |                                                       | Судьи: Петер Орсаг Томас Стернс |
| |                                    |                                                             |                                                       | Судьи: Петер Орсаг Томас Стернс |
| 6 мин | Штраф                              | 14 мин                                                      |                                                       | Судьи: Петер Орсаг Томас Стернс |
| |                                    |                                                             |                                                       |                                 |
| | 35                                 | Броски                                                      | 14                                                    |                                 |

## Квалификационный этап
Учитываются результаты личных встреч предварительного раунда.
|  | Команды, выходящие в плей-офф |

### Группа A
| М | Сборная   | И | В | ВО | ПО | П | ШЗ | ШП | РШ  | О  |
| - | --------- | - | - | -- | -- | - | -- | -- | --- | -- |
| 1 | Россия    | 5 | 3 | 2  | 0  | 0 | 21 | 13 | +8  | 13 |
| 2 | Чехия     | 5 | 2 | 1  | 1  | 1 | 20 | 14 | +6  | 9  |
| 3 | Швеция    | 5 | 3 | 0  | 0  | 2 | 23 | 16 | +7  | 9  |
| 4 | Швейцария | 5 | 3 | 0  | 0  | 2 | 16 | 15 | +1  | 9  |
| 5 | Беларусь  | 5 | 0 | 0  | 3  | 2 | 13 | 18 | −5  | 3  |
| 6 | Дания     | 5 | 0 | 1  | 0  | 4 | 9  | 26 | −17 | 2  |

Время местное (UTC-4).
| 8 мая 2008 15:00 | Швеция | 8 : 1 (2:0, 2:0, 4:1) | Дания | Колизей Пепси, Квебек Зрителей: 7327 |

| Отчёт | Отчёт                               | Отчёт                                      | Отчёт                                                  | Отчёт                           |
| --- | ----------------------------------- | ------------------------------------------ | ------------------------------------------------------ | ------------------------------- |
| |                                     |                                            |                                                        |                                 |
| | Хенрик Лундквист — 00:00-60:00      | Вратари                                    | 00:00-43:55 — Петер Хирш 43:55-60:00 — Патрик Гэлбрайт | Судьи: Петер Орсаг Гай Пеллерин |
| | Голы:                               |                                            |                                                        | Судьи: Петер Орсаг Гай Пеллерин |
| Кенни Йонссон — 08:47 (А. Строльман, М. Вейнхандль) Маркус Нильсон — 15:33 (К. Йонссон, Н. Экман) Тони Мортенссон — 35:35 (М. Вейнхандль, П. Ледин) Антон Строльман — 36:44 Карл Фабрициус — 40:41 (Н. Бекстрём) Маттиас Вейнхандль — 41:48 (Т. Мортенссон, П. Ледин) Рикард Валлин — 43:55 (М. Нильсон, Н. Экман) Тони Мортенссон (бол.) — 50:14 (М. Вейнхандль, Д. Фернхольм) | 1:0 2:0 3:0 4:0 5:0 6:0 7:0 8:0 8:1 | 54:32 — Каспер Дегн (С. Лассен, Я. Хансен) |                                                        | Судьи: Петер Орсаг Гай Пеллерин |
| |                                     |                                            |                                                        | Судьи: Петер Орсаг Гай Пеллерин |
| |                                     |                                            |                                                        | Судьи: Петер Орсаг Гай Пеллерин |
| |                                     |                                            |                                                        | Судьи: Петер Орсаг Гай Пеллерин |
| 14 мин | Штраф                               | 8 мин                                      |                                                        | Судьи: Петер Орсаг Гай Пеллерин |
| |                                     |                                            |                                                        |                                 |
| | 43                                  | Броски                                     | 18                                                     |                                 |

| 8 мая 2008 19:00 | Швейцария | 0 : 5 (0:1, 0:3, 0:1) | Чехия | Колизей Пепси, Квебек Зрителей: 9603 |

| Отчёт  | Отчёт                       | Отчёт | Отчёт                        | Отчёт                            |
| ------ | --------------------------- | --- | ---------------------------- | -------------------------------- |
|        |                             | |                              |                                  |
|        | Мартин Гербер — 00:00-60:00 | Вратари | 00:00-60:00 — Милан Гниличка | Судьи: Рик Лукер Даниэль Пихачек |
|        | Голы:                       | |                              | Судьи: Рик Лукер Даниэль Пихачек |
|        | 0:1 0:2 0:3 0:4 0:5         | 19:06 — Мартин Эрат (мен.) (Т. Ролинек) 34:46 — Томаш Каберле (бол.) (П. Элиаш, М. Жидлицки) 35:50 — Патрик Элиаш (бол.) (М. Эрат, Т. Каберле) 39:33 — Томаш Флейшманн 58:10 — Иржи Новотны (Л. Кон, А. Коталик) |                              | Судьи: Рик Лукер Даниэль Пихачек |
|        |                             | |                              | Судьи: Рик Лукер Даниэль Пихачек |
|        |                             | |                              | Судьи: Рик Лукер Даниэль Пихачек |
|        |                             | |                              | Судьи: Рик Лукер Даниэль Пихачек |
| 14 мин | Штраф                       | 4 мин |                              | Судьи: Рик Лукер Даниэль Пихачек |
|        |                             | |                              |                                  |
|        | 12                          | Броски | 33                           |                                  |

| 9 мая 2008 13:00 | Россия | 4 : 3 (Б) (0:2, 1:0, 2:1, 0:0, 1:0) | Беларусь | Колизей Пепси, Квебек Зрителей: 8031 |

| Отчёт | Отчёт                        | Отчёт | Отчёт                        | Отчёт                                 |
| --- | ---------------------------- | --- | ---------------------------- | ------------------------------------- |
| |                              | |                              |                                       |
| | Михаил Бирюков — 00:00-65:00 | Вратари | 00:00-65:00 — Виталий Коваль | Судьи: Сами Партанен Юри Петтери Рённ |
| | Голы:                        | |                              | Судьи: Сами Партанен Юри Петтери Рённ |
| Максим Афиногенов — 23:54 (В. Прошкин, А. Терещенко) Александр Овечкин — 47:21 (А. Сёмин, С. Фёдоров) Максим Афиногенов — 53:51 (А. Овечкин) Алексей Морозов (поб. бул.) — 65:00 | 0:1 0:2 1:2 2:2 3:2 3:3 4:3  | 07:27 — Андрей Михалёв (М. Грабовский, А. Угаров) 11:53 — Дмитрий Дудик 56:21 — Алексей Угаров (М. Грабовский) |                              | Судьи: Сами Партанен Юри Петтери Рённ |
| |                              | |                              | Судьи: Сами Партанен Юри Петтери Рённ |
| |                              | |                              | Судьи: Сами Партанен Юри Петтери Рённ |
| |                              | |                              | Судьи: Сами Партанен Юри Петтери Рённ |
| 6 мин | Штраф                        | 14 мин |                              | Судьи: Сами Партанен Юри Петтери Рённ |
| |                              | |                              |                                       |
| | 56                           | Броски | 23                           |                                       |

| 10 мая 2008 12:30 | Чехия | 3 : 2 (Б) (0:1, 1:0, 1:1, 0:0, 1:0) | Беларусь | Колизей Пепси, Квебек Зрителей: 8504 |

| Отчёт | Отчёт                        | Отчёт                                                                              | Отчёт                        | Отчёт                                |
| --- | ---------------------------- | ---------------------------------------------------------------------------------- | ---------------------------- | ------------------------------------ |
| |                              |                                                                                    |                              |                                      |
| | Милан Гниличка — 00:00-65:00 | Вратари                                                                            | 00:00-65:00 — Виталий Коваль | Судьи: Гай Пеллерин Юри Петтери Рённ |
| | Голы:                        |                                                                                    |                              | Судьи: Гай Пеллерин Юри Петтери Рённ |
| Томаш Ролинек — 36:53 (Т. Плеканец, З. Иргл) Алеш Коталик — 53:38 (Т. Плеканец) Алеш Коталик (поб. бул.) — 65:00 | 0:1 :1 1:2 :2 3:2            | 18:12 — Ярослав Чуприс (Р. Салей, Д. Мелешко) 49:50 — Андрей Костицын (В. Денисов) |                              | Судьи: Гай Пеллерин Юри Петтери Рённ |
| |                              |                                                                                    |                              | Судьи: Гай Пеллерин Юри Петтери Рённ |
| |                              |                                                                                    |                              | Судьи: Гай Пеллерин Юри Петтери Рённ |
| |                              |                                                                                    |                              | Судьи: Гай Пеллерин Юри Петтери Рённ |
| 16 мин | Штраф                        | 6 мин                                                                              |                              | Судьи: Гай Пеллерин Юри Петтери Рённ |
| |                              |                                                                                    |                              |                                      |
| | 44                           | Броски                                                                             | 18                           |                                      |

| 10 мая 2008 16:30 | Россия | 3 : 2 (0:1, 1:1, 2:0) | Швеция | Колизей Пепси, Квебек Зрителей: 12 665 |

| Отчёт | Отчёт                         | Отчёт                                                                                     | Отчёт                          | Отчёт                              |
| --- | ----------------------------- | ----------------------------------------------------------------------------------------- | ------------------------------ | ---------------------------------- |
| |                               |                                                                                           |                                |                                    |
| | Евгений Набоков — 00:00-60:00 | Вратари                                                                                   | 00:00-60:00 — Хенрик Лундквист | Судьи: Петер Орсаг Даниэль Пихачек |
| | Голы:                         |                                                                                           |                                | Судьи: Петер Орсаг Даниэль Пихачек |
| Александр Сёмин — 32:14 (А. Овечкин) Сергей Фёдоров — 44:57 (Д. Зарипов) Александр Овечкин — 59:54 (А. Сёмин) | 0:1 :1 1:2 :2 3:2             | 07:15 — Маттиас Вейнхандль (Т. Мортенссон, П. Ледин) 39:10 — Тони Мортенссон (Ю. Фрёгрен) |                                | Судьи: Петер Орсаг Даниэль Пихачек |
| |                               |                                                                                           |                                | Судьи: Петер Орсаг Даниэль Пихачек |
| |                               |                                                                                           |                                | Судьи: Петер Орсаг Даниэль Пихачек |
| |                               |                                                                                           |                                | Судьи: Петер Орсаг Даниэль Пихачек |
| 39 мин | Штраф                         | 66 мин                                                                                    |                                | Судьи: Петер Орсаг Даниэль Пихачек |
| |                               |                                                                                           |                                |                                    |
| | 42                            | Броски                                                                                    | 30                             |                                    |

| 11 мая 2008 13:00 | Дания | 2 : 7 (0:2, 0:3, 2:2) | Швейцария | Колизей Пепси, Квебек Зрителей: 8338 |

| Отчёт                                                                     | Отчёт                               | Отчёт | Отчёт                       | Отчёт                             |
| ------------------------------------------------------------------------- | ----------------------------------- | --- | --------------------------- | --------------------------------- |
|                                                                           |                                     | |                             |                                   |
|                                                                           | Патрик Гэлбрайт — 00:00-60:00       | Вратари | 00:00-60:00 — Мартин Гербер | Судьи: Даниэль Пихачек Крис Саваж |
|                                                                           | Голы:                               | |                             | Судьи: Даниэль Пихачек Крис Саваж |
| Мортен Мадсен — 43:04 (А. Андреасен, Т. Дреслер) Ким Стаал (бул.) — 45:26 | 0:1 0:2 0:3 0:4 0:5 0:6 1:6 2:6 2:7 | 02:10 — Андрес Амбюль 03:42 — Санди Жаннен (Ж. Воклер, Т. Дерюн) 20:50 — Марк Райхерт (З. Блинденбахер, Т. Дерюн) 31:01 — Тьерри Патерлини (П. Ди Пьетро, Ф. Фуррер) 33:21 — Пауль Ди Пьетро (Т. Патерлини, Г. Безина) 41:38 — Филипп Фуррер (Р. Саннитц) 46:20 — Беа Форстер (бол.) (Г. Безина, П. Ди Пьетро) |                             | Судьи: Даниэль Пихачек Крис Саваж |
|                                                                           |                                     | |                             | Судьи: Даниэль Пихачек Крис Саваж |
|                                                                           |                                     | |                             | Судьи: Даниэль Пихачек Крис Саваж |
|                                                                           |                                     | |                             | Судьи: Даниэль Пихачек Крис Саваж |
| 6 мин                                                                     | Штраф                               | 14 мин |                             | Судьи: Даниэль Пихачек Крис Саваж |
|                                                                           |                                     | |                             |                                   |
|                                                                           | 20                                  | Броски | 54                          |                                   |

| 11 мая 2008 19:00 | Швеция | 5 : 3 (0:0, 2:2, 3:1) | Чехия | Колизей Пепси, Квебек Зрителей: 7864 |

| Отчёт | Отчёт                           | Отчёт | Отчёт                                    | Отчёт                             |
| --- | ------------------------------- | --- | ---------------------------------------- | --------------------------------- |
| |                                 | |                                          |                                   |
| | Хенрик Лундквист — 00:00-60:00  | Вратари | 00:00-58:58 — Милан Гниличка 59:34-60:00 | Судьи: Сами Партанен Гай Пеллерин |
| | Голы:                           | |                                          | Судьи: Сами Партанен Гай Пеллерин |
| Антон Строльман — 26:03 Маркус Нильсон — 33:32 (Н. Экман, Д. Фернхольм) Маттиас Вейнхандль — 41:14 (Т. Мортенссон) Патрик Хёрнквист — 55:07 (М. Нильсон, Н. Бекстрём) Маркус Нильсон (п.в.) — 59:34 | 1:0 1:1 2:1 2:2 3:2 3:3 4:3 5:3 | 30:06 — Патрик Элиаш (бол.) (Т. Каберле, М. Эрат) 38:26 — Алеш Коталик (бол.) (П. Элиаш, Т. Каберле) 49:41 — Томаш Флейшманн (Я. Глинка) |                                          | Судьи: Сами Партанен Гай Пеллерин |
| |                                 | |                                          | Судьи: Сами Партанен Гай Пеллерин |
| |                                 | |                                          | Судьи: Сами Партанен Гай Пеллерин |
| |                                 | |                                          | Судьи: Сами Партанен Гай Пеллерин |
| 14 мин | Штраф                           | 10 мин |                                          | Судьи: Сами Партанен Гай Пеллерин |
| |                                 | |                                          |                                   |
| | 27                              | Броски | 39                                       |                                   |

| 12 мая 2008 13:00 | Швейцария | 3 : 5 (0:3, 0:1, 3:1) | Россия | Колизей Пепси, Квебек Зрителей: 8286 |

| Отчёт | Отчёт                                  | Отчёт | Отчёт                         | Отчёт                             |
| --- | -------------------------------------- | --- | ----------------------------- | --------------------------------- |
| |                                        | |                               |                                   |
| | Йонас Хиллер — 00:00-56:24 57:25-58:38 | Вратари | 00:00-60:00 — Евгений Набоков | Судьи: Рик Лукер Юри Петтери Рённ |
| | Голы:                                  | |                               | Судьи: Рик Лукер Юри Петтери Рённ |
| Раффаэле Саннитц (бол.) — 40:32 (Б. Форстер, П. Ди Пьетро) Жюльен Воклер (мен.) — 45:30 Романо Лемм — 58:25 (А. Амбюль, Ж. Шпрунгер) | 0:1 0:2 0:3 0:4 1:4 2:4 2:5 3:5        | 15:21 — Дмитрий Калинин (Д. Зарипов, А. Радулов) 17:49 — Александр Овечкин (бол.) (И. Ковальчук, К. Корнеев) 18:45 — Максим Сушинский (К. Горовиков) 30:27 — Сергей Фёдоров (А. Овечкин, А. Сёмин) 57:25 — Максим Сушинский (п.в.) |                               | Судьи: Рик Лукер Юри Петтери Рённ |
| |                                        | |                               | Судьи: Рик Лукер Юри Петтери Рённ |
| |                                        | |                               | Судьи: Рик Лукер Юри Петтери Рённ |
| |                                        | |                               | Судьи: Рик Лукер Юри Петтери Рённ |
| 12 мин | Штраф                                  | 6 мин |                               | Судьи: Рик Лукер Юри Петтери Рённ |
| |                                        | |                               |                                   |
| | 22                                     | Броски | 37                            |                                   |

| 12 мая 2008 19:00 | Беларусь | 2 : 3 (OT) (0:0, 0:1, 2:1, 0:1) | Дания | Колизей Пепси, Квебек Зрителей: 8517 |

| Отчёт | Отчёт                        | Отчёт | Отчёт                                                 | Отчёт                           |
| --- | ---------------------------- | --- | ----------------------------------------------------- | ------------------------------- |
| |                              | |                                                       |                                 |
| | Виталий Коваль — 00:00-62:11 | Вратари | 00:00-58:54 — Патрик Гэлбрайт 59:22-59:56 60:00-62:11 | Судьи: Петер Орсаг Томас Стернс |
| | Голы:                        | |                                                       | Судьи: Петер Орсаг Томас Стернс |
| Алексей Угаров — 55:42 (М. Грабовский, В. Костючёнок) Дмитрий Мелешко — 57:59 (С. Заделёнов, В. Денисов) | 0:1 :1 2:1 2:2 2:3           | 23:06 — Ким Стаал (бол.) (М. Греэн, Д. Нильсен) 59:22 — Петер Регин (М. Греэн, Д. Нильсен) 62:11 — Петер Регин |                                                       | Судьи: Петер Орсаг Томас Стернс |
| |                              | |                                                       | Судьи: Петер Орсаг Томас Стернс |
| |                              | |                                                       | Судьи: Петер Орсаг Томас Стернс |
| |                              | |                                                       | Судьи: Петер Орсаг Томас Стернс |
| 6 мин | Штраф                        | 10 мин |                                                       | Судьи: Петер Орсаг Томас Стернс |
| |                              | |                                                       |                                 |
| | 35                           | Броски | 20                                                    |                                 |

### Группа B
| М | Сборная   | И | В | ВО | ПО | П | ШЗ | ШП | РШ  | О  |
| - | --------- | - | - | -- | -- | - | -- | -- | --- | -- |
| 1 | Канада    | 5 | 5 | 0  | 0  | 0 | 30 | 9  | +21 | 15 |
| 2 | Финляндия | 5 | 3 | 1  | 0  | 1 | 16 | 12 | +4  | 11 |
| 3 | США       | 5 | 3 | 0  | 0  | 2 | 25 | 13 | +12 | 9  |
| 4 | Норвегия  | 5 | 1 | 0  | 1  | 3 | 8  | 20 | −12 | 4  |
| 5 | Германия  | 5 | 1 | 0  | 0  | 4 | 13 | 27 | −14 | 3  |
| 6 | Латвия    | 5 | 1 | 0  | 0  | 4 | 8  | 19 | −11 | 3  |

Время местное (UTC-3).
| 8 мая 2008 16:30 | Канада | 2 : 1 (1:0, 0:1, 1:0) | Норвегия | Галифакс Метро Цент, Галифакс Зрителей: 7380 |

| Отчёт                                                                        | Отчёт                        | Отчёт                      | Отчёт                     | Отчёт                                  |
| ---------------------------------------------------------------------------- | ---------------------------- | -------------------------- | ------------------------- | -------------------------------------- |
|                                                                              |                              |                            |                           |                                        |
|                                                                              | Паскаль Леклер — 00:00-60:00 | Вратари                    | 00:00-59:46 — Пол Гротнес | Судьи: Данни Курманн Маркус Виннерборг |
|                                                                              | Голы:                        |                            |                           | Судьи: Данни Курманн Маркус Виннерборг |
| Майк Грин (бол.) — 09:32 (Д. Рой, Б. Бёрнс) Рик Нэш (бол.) — 56:02 (М. Грин) | 1:0 1:1 2:1                  | 33:59 — Мадс Хансен (мен.) |                           | Судьи: Данни Курманн Маркус Виннерборг |
|                                                                              |                              |                            |                           | Судьи: Данни Курманн Маркус Виннерборг |
|                                                                              |                              |                            |                           | Судьи: Данни Курманн Маркус Виннерборг |
|                                                                              |                              |                            |                           | Судьи: Данни Курманн Маркус Виннерборг |
| 16 мин                                                                       | Штраф                        | 20 мин                     |                           | Судьи: Данни Курманн Маркус Виннерборг |
|                                                                              |                              |                            |                           |                                        |
|                                                                              | 53                           | Броски                     | 16                        |                                        |

| 8 мая 2008 20:15 | США | 6 : 4 (3:2, 1:1, 2:1) | Германия | Галифакс Метро Цент, Галифакс Зрителей: 7352 |

| Отчёт | Отчёт                                                | Отчёт | Отчёт                                                  | Отчёт                                     |
| --- | ---------------------------------------------------- | --- | ------------------------------------------------------ | ----------------------------------------- |
| |                                                      | |                                                        |                                           |
| | Крэйг Андерсон — 00:00-44:55 Роберт Эш — 44:55-60:00 | Вратари | 00:00-58:00 — Дмитрий Петцольд 58:24-58:43 59:51-60:00 | Судьи: Вячеслав Буланов Александр Поляков |
| | Голы:                                                | |                                                        | Судьи: Вячеслав Буланов Александр Поляков |
| Зак Паризе — 00:26 (П. Мартин, Дж. Поминвилль) Патрик О′Салливан — 02:10 (Д. Бэкес, Ф. Кессел) Джеймс Вишневски — 02:52 (Д. Стэффорд, Л. Стемпняк) Джейсон Поминвилль (бол.) — 26:52 (П. Кейн, П. Мюллер) Зак Паризе (бол.) — 51:04 (П. Мартин, П. Кейн) Дастин Браун (п.в.) — 58:24 (З. Паризе) | 1:0 2:0 3:0 3:1 3:2 4:2 4:3 4:4 5:4 6:4              | 14:03 — Михаэль Хэкерт (М. Вольф, Ф. Гогулла) 17:52 — Кристофер Шмидт (бол.) (Я. Зайденберг, Дж. Трипп) 30:23 — Флориан Буш (К. Шмидт, М. Штурм) 44:55 — Михаэль Бакош (бол.) (К. Ульман, Я. Зайденберг) |                                                        | Судьи: Вячеслав Буланов Александр Поляков |
| |                                                      | |                                                        | Судьи: Вячеслав Буланов Александр Поляков |
| |                                                      | |                                                        | Судьи: Вячеслав Буланов Александр Поляков |
| |                                                      | |                                                        | Судьи: Вячеслав Буланов Александр Поляков |
| 10 мин | Штраф                                                | 28 мин |                                                        | Судьи: Вячеслав Буланов Александр Поляков |
| |                                                      | |                                                        |                                           |
| | 42                                                   | Броски | 15                                                     |                                           |

| 9 мая 2008 12:30 | Финляндия | 2 : 1 (0:1, 1:0, 1:0) | Латвия | Галифакс Метро Цент, Галифакс Зрителей: 7215 |

| Отчёт                                                                                             | Отчёт                         | Отчёт                                            | Отчёт                           | Отчёт                                 |
| ------------------------------------------------------------------------------------------------- | ----------------------------- | ------------------------------------------------ | ------------------------------- | ------------------------------------- |
|                                                                                                   |                               |                                                  |                                 |                                       |
|                                                                                                   | Никлас Бекстрём — 00:00-60:00 | Вратари                                          | 00:00-58:24 — Эдгарс Масальскис | Судьи: Александр Поляков Брент Райбер |
|                                                                                                   | Голы:                         |                                                  |                                 | Судьи: Александр Поляков Брент Райбер |
| Антти Пильстрём — 29:21 (Я. Нискала, Н. Бекстрём) Нико Капанен — 50:04 (С. Леписто, А. Пильстрём) | 0:1 :1 2:1                    | 01:27 — Лаурис Дарзиньш (М. Редлихс, Р. Лавиньш) |                                 | Судьи: Александр Поляков Брент Райбер |
|                                                                                                   |                               |                                                  |                                 | Судьи: Александр Поляков Брент Райбер |
|                                                                                                   |                               |                                                  |                                 | Судьи: Александр Поляков Брент Райбер |
|                                                                                                   |                               |                                                  |                                 | Судьи: Александр Поляков Брент Райбер |
| 14 мин                                                                                            | Штраф                         | 26 мин                                           |                                 | Судьи: Александр Поляков Брент Райбер |
|                                                                                                   |                               |                                                  |                                 |                                       |
|                                                                                                   | 64                            | Броски                                           | 27                              |                                       |

| 10 мая 2008 16:30 | Германия | 1 : 10 (0:4, 0:5, 1:1) | Канада | Галифакс Метро Цент, Галифакс Зрителей: 9182 |

| Отчёт                 | Отчёт                                                    | Отчёт | Отчёт                  | Отчёт                                 |
| --------------------- | -------------------------------------------------------- | --- | ---------------------- | ------------------------------------- |
|                       |                                                          | |                        |                                       |
|                       | Дмитрий Кочнев — 00:00-20:00 Роберт Мюллер — 20:00-60:00 | Вратари | 00:00-60:00 — Кэм Уорд | Судьи: Вячеслав Буланов Данни Курманн |
|                       | Голы:                                                    | |                        | Судьи: Вячеслав Буланов Данни Курманн |
| Франк Хёрдлер — 48:40 | 0:1 0:2 0:3 0:4 0:5 0:6 0:7 0:8 0:9 0:10 1:10            | 05:14 — Джейсон Спецца (Дж. Чимера) 13:35 — Дэни Хитли (Д. Хэмьюс) 16:05 — Эрик Стаал (М. Сан-Луи) 19:37 — Патрик Шарп (Э. Стаал, Дж. Майерс) 23:42 — Эрик Стаал (бол.) (М. Грин, М. Сан-Луи) 28:20 — Эрик Стаал (М. Сан-Луи, Д. Рой) 32:07 — Дерек Рой (бол.) (Ш. Доан, М. Грин) 35:30 — Эрик Стаал (М. Сан-Луи, К. Кунитц) 38:12 — Джамал Майерс (мен.) 41:47 — Майк Грин (бол.) (Б. Бёрнс, М. Сан-Луи) |                        | Судьи: Вячеслав Буланов Данни Курманн |
|                       |                                                          | |                        | Судьи: Вячеслав Буланов Данни Курманн |
|                       |                                                          | |                        | Судьи: Вячеслав Буланов Данни Курманн |
|                       |                                                          | |                        | Судьи: Вячеслав Буланов Данни Курманн |
| 8 мин                 | Штраф                                                    | 4 мин |                        | Судьи: Вячеслав Буланов Данни Курманн |
|                       |                                                          | |                        |                                       |
|                       | 18                                                       | Броски | 42                     |                                       |

| 11 мая 2008 12:30 | Норвегия | 1 : 4 (1:2, 0:1, 0:1) | Латвия | Галифакс Метро Цент, Галифакс Зрителей: 9017 |

| Отчёт                                             | Отчёт                                             | Отчёт | Отчёт                           | Отчёт                               |
| ------------------------------------------------- | ------------------------------------------------- | --- | ------------------------------- | ----------------------------------- |
|                                                   |                                                   | |                                 |                                     |
|                                                   | Пол Гротнес — 00:00-57:29 59:04-59:19 59:36-60:00 | Вратари | 00:00-58:24 — Эдгарс Масальскис | Судьи: Кристер Ларкинг Брент Райбер |
|                                                   | Голы:                                             | |                                 | Судьи: Кристер Ларкинг Брент Райбер |
| Ларс Эрик Спетс — 12:56 (А. Бастиансен, Ю. Холёс) | 0:1 :1 1:2 1:3 1:4                                | 11:34 — Мартиньш Ципулис (Я. Спруктс) 17:22 — Херберт Васильев (М. Карсумс) 22:27 — Микелис Редлихс (А. Берзиньш, Л. Дарзиньш) 59:36 — Лаурис Дарзиньш (п.в.) (Г. Пуяц, Э. Масальскис) |                                 | Судьи: Кристер Ларкинг Брент Райбер |
|                                                   |                                                   | |                                 | Судьи: Кристер Ларкинг Брент Райбер |
|                                                   |                                                   | |                                 | Судьи: Кристер Ларкинг Брент Райбер |
|                                                   |                                                   | |                                 | Судьи: Кристер Ларкинг Брент Райбер |
| 10 мин                                            | Штраф                                             | 10 мин |                                 | Судьи: Кристер Ларкинг Брент Райбер |
|                                                   |                                                   | |                                 |                                     |
|                                                   | 23                                                | Броски | 30                              |                                     |

| 11 мая 2008 16:30 | Финляндия | 3 : 2 (0:0, 0:2, 3:0) | США | Галифакс Метро Цент, Галифакс Зрителей: 8867 |

| Отчёт | Отчёт                         | Отчёт                                                                                           | Отчёт                   | Отчёт                                     |
| --- | ----------------------------- | ----------------------------------------------------------------------------------------------- | ----------------------- | ----------------------------------------- |
| |                               |                                                                                                 |                         |                                           |
| | Никлас Бекстрём — 00:00-60:00 | Вратари                                                                                         | 00:00-58:59 — Роберт Эш | Судьи: Вячеслав Буланов Александр Поляков |
| | Голы:                         |                                                                                                 |                         | Судьи: Вячеслав Буланов Александр Поляков |
| Вилле Койстинен (бол.) — 42:12 (С. Койву, Т. Селянне) Теему Селянне — 50:44 (С. Койву, В. Пелтонен) Микко Койву — 56:10 (Т. Рууту, Н. Капанен) | 0:1 0:2 1:2 2:2 3:2           | 21:30 — Том Гилберт (Ф. Кессел, Л. Стемпняк) 39:15 — Фил Кессел (бол.) (П. Мартин, Л. Стемпняк) |                         | Судьи: Вячеслав Буланов Александр Поляков |
| |                               |                                                                                                 |                         | Судьи: Вячеслав Буланов Александр Поляков |
| |                               |                                                                                                 |                         | Судьи: Вячеслав Буланов Александр Поляков |
| |                               |                                                                                                 |                         | Судьи: Вячеслав Буланов Александр Поляков |
| 96 мин | Штраф                         | 106 мин                                                                                         |                         | Судьи: Вячеслав Буланов Александр Поляков |
| |                               |                                                                                                 |                         |                                           |
| | 45                            | Броски                                                                                          | 22                      |                                           |

| 12 мая 2008 12:30 | США | 9 : 1 (3:0, 3:1, 3:0) | Норвегия | Галифакс Метро Цент, Галифакс Зрителей: 8490 |

| Отчёт | Отчёт                                   | Отчёт                                                 | Отчёт                                              | Отчёт                                 |
| --- | --------------------------------------- | ----------------------------------------------------- | -------------------------------------------------- | ------------------------------------- |
| |                                         |                                                       |                                                    |                                       |
| | Роберт Эш — 00:00-60:00                 | Вратари                                               | 00:00-46:31 — Пол Гротнес 46:31-60:00 — Рубен Смит | Судьи: Александр Поляков Брент Райбер |
| | Голы:                                   |                                                       |                                                    | Судьи: Александр Поляков Брент Райбер |
| Брэндон Дубински — 11:12 (А. Буриш) Дастин Браун — 12:15 Патрик Кейн (бол.) — 19:03 (Д. Браун, З. Паризе) Брэндон Дубински — 25:48 (Дж. Леопольд, К. Баллард) Пол Мартин — 31:19 (П. Мюллер, П. Кейн) Зак Паризе (бол.) — 32:18 (П. О′Салливан, Ф. Кессел) Дастин Браун — 42:33 (К. Баллард, Т. Гилберт) Фил Кессел — 45:44 (П. Кейн, Дж. Вишневски) Брэндон Дубински (бол.) — 51:31 (Т. Гилберт) | 1:0 2:0 3:0 4:0 4:1 5:1 6:1 7:1 8:1 9:1 | 28:08 — Матс Трюгг (бол.) (М. Хольтет, А. Бастиансен) |                                                    | Судьи: Александр Поляков Брент Райбер |
| |                                         |                                                       |                                                    | Судьи: Александр Поляков Брент Райбер |
| |                                         |                                                       |                                                    | Судьи: Александр Поляков Брент Райбер |
| |                                         |                                                       |                                                    | Судьи: Александр Поляков Брент Райбер |
| 14 мин | Штраф                                   | 16 мин                                                |                                                    | Судьи: Александр Поляков Брент Райбер |
| |                                         |                                                       |                                                    |                                       |
| | 48                                      | Броски                                                | 18                                                 |                                       |

| 12 мая 2008 16:30 | Канада | 6 : 3 (2:1, 2:0, 2:2) | Финляндия | Галифакс Метро Цент, Галифакс Зрителей: 9178 |

| Отчёт | Отчёт                               | Отчёт | Отчёт                         | Отчёт                                    |
| --- | ----------------------------------- | --- | ----------------------------- | ---------------------------------------- |
| |                                     | |                               |                                          |
| | Паскаль Леклер — 00:00-60:00        | Вратари | 00:00-60:00 — Никлас Бекстрём | Судьи: Кристер Ларкинг Маркус Виннерборг |
| | Голы:                               | |                               | Судьи: Кристер Ларкинг Маркус Виннерборг |
| Райан Гецлаф — 00:33 (Б. Бёрнс, Р. Нэш) Шейн Доан (мен.) — 09:29 (К. Кунитц) Дэни Хитли — 30:17 (Р. Гецлаф, Р. Нэш) Патрик Шарп (мен.) — 38:12 (Дж. Майерс) Шейн Доан — 41:07 (Дж. Тэйвз) Дэни Хитли — 58:02 (Р. Нэш, Р. Гецлаф) | 1:0 1:1 2:1 3:1 4:1 5:1 5:2 6:2 6:3 | 05:39 — Антти Пильстрём (мен.) 48:34 — Антти Пильстрём (М. Койву) 59:37 — Туомо Рууту (М. Койву, Ю. Йокинен) |                               | Судьи: Кристер Ларкинг Маркус Виннерборг |
| |                                     | |                               | Судьи: Кристер Ларкинг Маркус Виннерборг |
| |                                     | |                               | Судьи: Кристер Ларкинг Маркус Виннерборг |
| |                                     | |                               | Судьи: Кристер Ларкинг Маркус Виннерборг |
| 10 мин | Штраф                               | 6 мин |                               | Судьи: Кристер Ларкинг Маркус Виннерборг |
| |                                     | |                               |                                          |
| | 22                                  | Броски | 27                            |                                          |

| 12 мая 2008 20:15 | Латвия | 3 : 5 (1:1, 2:1, 0:3) | Германия | Галифакс Метро Цент, Галифакс Зрителей: 8614 |

| Отчёт | Отчёт                                       | Отчёт | Отчёт                          | Отчёт                             |
| --- | ------------------------------------------- | --- | ------------------------------ | --------------------------------- |
| |                                             | |                                |                                   |
| | Эдгарс Масальскис — 00:00-58:36 59:00-60:00 | Вратари | 00:00-60:00 — Дмитрий Петцольд | Судьи: Данни Курманн Милан Минарж |
| | Голы:                                       | |                                | Судьи: Данни Курманн Милан Минарж |
| Херберт Васильев — 05:01 (М. Карсумс, Р. Лавиньш) Микелис Редлихс — 25:48 Мартиньш Карсумс — 31:39 (Х. Васильев, А. Ниживий) | 1:0 1:1 2:1 2:2 3:2 3:3 3:4 3:5             | 18:45 — Кристофер Шмидт (бол.) (К. Ульман) 27:23 — Михаэль Вольф (К. Шуберт) 47:51 — Кристоф Шуберт (Ф. Буш, А. Ренц) 50:40 — Янник Зайденберг (К. Ульман, А. Ренц) 52:51 — Кристоф Ульман (С. Фелски) |                                | Судьи: Данни Курманн Милан Минарж |
| |                                             | |                                | Судьи: Данни Курманн Милан Минарж |
| |                                             | |                                | Судьи: Данни Курманн Милан Минарж |
| |                                             | |                                | Судьи: Данни Курманн Милан Минарж |
| 42 мин | Штраф                                       | 24 мин |                                | Судьи: Данни Курманн Милан Минарж |
| |                                             | |                                |                                   |
| | 34                                          | Броски | 29                             |                                   |

## Утешительный раунд
Команды выявляли лучшего в серии до двух побед. Сборные Франции и Словакии одержали победу и сохранили место в дивизионе сильнейших. Проигравшие серию сборные Италии и Словении перешли в первый дивизион чемпионата мира 2009 года.
Время местное (UTC-4).
| 9 мая 2008 19:00 | Франция | 3 : 2 (1:1, 1:0, 1:1) | Италия | Колизей Пепси, Квебек Зрителей: 8140 |

| Отчёт | Отчёт                       | Отчёт | Отчёт                     | Отчёт                          |
| --- | --------------------------- | --- | ------------------------- | ------------------------------ |
| |                             | |                           |                                |
| | Кристобаль Юэ — 00:00-60:00 | Вратари | 00:00-59:22 — Гюнтер Хелл | Судьи: Крис Саваж Томас Стернс |
| | Голы:                       | |                           | Судьи: Крис Саваж Томас Стернс |
| Йорик Трей (бол.) — 09:09 (В. Баше, Б. Амар) Батист Амар — 39:30 (Ж. Цвикель, С. Трей) Себастьян Бордело (бол.) — 51:05 (Б. Амар, Ж. Дерозье) | 0:1 :1 2:1 3:1 3:2          | 08:00 — Джонатан Питтис (бол.) (К. Боргателло, Дж. Де Беттин) 59:52 — Армин Хельфер (П. Ианноне, А. Синьоретти) |                           | Судьи: Крис Саваж Томас Стернс |
| |                             | |                           | Судьи: Крис Саваж Томас Стернс |
| |                             | |                           | Судьи: Крис Саваж Томас Стернс |
| |                             | |                           | Судьи: Крис Саваж Томас Стернс |
| 18 мин | Штраф                       | 14 мин |                           | Судьи: Крис Саваж Томас Стернс |
| |                             | |                           |                                |
| | 28                          | Броски | 42                        |                                |

| 10 мая 2008 20:15 | Италия | 4 : 6 (1:2, 1:1, 2:3) | Франция | Колизей Пепси, Квебек Зрителей: 7649 |

| Отчёт | Отчёт                                                                                     | Отчёт | Отчёт                       | Отчёт                          |
| --- | ----------------------------------------------------------------------------------------- | --- | --------------------------- | ------------------------------ |
| |                                                                                           | |                             |                                |
| | Томас Трагуст — 00:00-24:44 Гюнтер Хелл — 24:44-56:10 56:58-57:20 57:59-58:16 59:21-60:00 | Вратари | 00:00-60:00 — Кристобаль Юэ | Судьи: Рик Лукер Сами Партанен |
| | Голы:                                                                                     | |                             | Судьи: Рик Лукер Сами Партанен |
| Джейсон Чироне — 02:49 Андре Синьоретти (мен.) — 26:12 (Дж. Чироне, Н. Фонтаниве) Пат Ианноне — 44:14 (П. Бустрео) Джонатан Питтис (бол.) — 56:58 (М. Китаррони, Г. Хелл) | 1:0 1:1 1:2 1:3 2:3 2:4 3:4 3:5 3:6 4:6                                                   | 08:13 — Батист Амар (бол.) (С. Бордело, Ж. Дерозье) 14:40 — Йорик Трей (бол.) (Б. Амар, С. Бордело) 24:44 — Жонатан Цвикель (Ж. Дерозье) 41:17 — Жюльен Дерозье 45:12 — Йорик Трей (Ф. Розенталь) 51:02 — Себастьян Бордело |                             | Судьи: Рик Лукер Сами Партанен |
| |                                                                                           | |                             | Судьи: Рик Лукер Сами Партанен |
| |                                                                                           | |                             | Судьи: Рик Лукер Сами Партанен |
| |                                                                                           | |                             | Судьи: Рик Лукер Сами Партанен |
| 24 мин | Штраф                                                                                     | 10 мин |                             | Судьи: Рик Лукер Сами Партанен |
| |                                                                                           | |                             |                                |
| | 45                                                                                        | Броски | 31                          |                                |

Время местное (UTC-3).
| 9 мая 2008 16:30 | Словения | 1 : 5 (0:1, 1:4, 0:0) | Словакия | Галифакс Метро Цент, Галифакс Зрителей: 8473 |

| Отчёт                                        | Отчёт                                                     | Отчёт | Отчёт                  | Отчёт                              |
| -------------------------------------------- | --------------------------------------------------------- | --- | ---------------------- | ---------------------------------- |
|                                              |                                                           | |                        |                                    |
|                                              | Роберт Кристан — 00:00-40:00 Андрей Хочевар — 40:00-60:00 | Вратари | 00:00-60:00 — Ян Лашак | Судьи: Кристер Ларкинг Рихард Шютц |
|                                              | Голы:                                                     | |                        | Судьи: Кристер Ларкинг Рихард Шютц |
| Митя Робар — 33:20 (А. Копитар, Д. Дерварич) | 0:1 0:2 0:3 1:3 1:4 1:5                                   | 02:58 — Роберт Петровицкий (бол.) (Л. Вишнёвский, Марцел Госса) 26:43 — Марцел Госса (Ю. Колник, А. Секера) 30:34 — Андрей Подконицкий (Марцел Госса, Л. Вишнёвский) 35:36 — Андрей Коллар (Д. Граняк) 36:32 — Иван Черник (А. Подконицкий) |                        | Судьи: Кристер Ларкинг Рихард Шютц |
|                                              |                                                           | |                        | Судьи: Кристер Ларкинг Рихард Шютц |
|                                              |                                                           | |                        | Судьи: Кристер Ларкинг Рихард Шютц |
|                                              |                                                           | |                        | Судьи: Кристер Ларкинг Рихард Шютц |
| 10 мин                                       | Штраф                                                     | 10 мин |                        | Судьи: Кристер Ларкинг Рихард Шютц |
|                                              |                                                           | |                        |                                    |
|                                              | 11                                                        | Броски | 50                     |                                    |

| 10 мая 2008 16:30 | Словакия | 4 : 3 (Б) (1:0, 2:2, 0:1, 0:0, 1:0) | Словения | Галифакс Метро Цент, Галифакс Зрителей: 9156 |

| Отчёт | Отчёт                       | Отчёт | Отчёт                        | Отчёт                                 |
| --- | --------------------------- | --- | ---------------------------- | ------------------------------------- |
| |                             | |                              |                                       |
| | Ян Лашак — 00:00-65:00      | Вратари | 00:00-65:00 — Андрей Хочевар | Судьи: Милан Минарж Маркус Виннерборг |
| | Голы:                       | |                              | Судьи: Милан Минарж Маркус Виннерборг |
| Юрай Колник (бол.) — 07:42 (Л. Вишнёвский) Роберт Петровицкий (бол.) — 31:25 (Марцел Госса, И. Черник) Любомир Вишнёвский (бол.) — 34:02 (И. Черник) Любомир Вишнёвский (поб. бул.) — 65:00 | 1:0 1:1 2:1 3:1 3:2 3:3 4:3 | 25:54 — Марьян Манфреда (Т. Разингар) 38:39 — Давид Родман (Я. Милованович) 55:05 — Анже Копитар (М. Робар, Д. Родман) |                              | Судьи: Милан Минарж Маркус Виннерборг |
| |                             | |                              | Судьи: Милан Минарж Маркус Виннерборг |
| |                             | |                              | Судьи: Милан Минарж Маркус Виннерборг |
| |                             | |                              | Судьи: Милан Минарж Маркус Виннерборг |
| 8 мин | Штраф                       | 12 мин |                              | Судьи: Милан Минарж Маркус Виннерборг |
| |                             | |                              |                                       |
| | 45                          | Броски | 29                           |                                       |

## Плей-офф
|  | Четвертьфиналы | Четвертьфиналы | Четвертьфиналы | Четвертьфиналы | Четвертьфиналы | Четвертьфиналы | Четвертьфиналы | Четвертьфиналы | Четвертьфиналы | Четвертьфиналы |           |        | Полуфиналы | Полуфиналы | Полуфиналы | Полуфиналы        | Полуфиналы        | Полуфиналы        | Полуфиналы        | Полуфиналы        | Полуфиналы        | Полуфиналы        |                   |                   | Финал             | Финал     | Финал     | Финал     | Финал     | Финал     | Финал     | Финал     | Финал     | Финал |
|  |                |                |                |                |                |                |                |                |                |                |           |        |            |            |            |                   |                   |                   |                   |                   |                   |                   |                   |                   |                   |           |           |           |           |           |           |           |           |       |
|  | E2             | Чехия          | Чехия          | Чехия          | Чехия          | Чехия          | Чехия          | Чехия          | Чехия          | 2              |           |        |            |            |            |                   |                   |                   |                   |                   |                   |                   |                   |                   |                   |           |           |           |           |           |           |           |           |       |
|  | E2             | Чехия          | Чехия          | Чехия          | Чехия          | Чехия          | Чехия          | Чехия          | Чехия          | 2              |           |        |            |            |            |                   |                   |                   |                   |                   |                   |                   |                   |                   |                   |           |           |           |           |           |           |           |           |       |
|  | E3             | Швеция         | Швеция         | Швеция         | Швеция         | Швеция         | Швеция         | Швеция         | Швеция         | 3              |           |        |            |            |            |                   |                   |                   |                   |                   |                   |                   |                   |                   |                   |           |           |           |           |           |           |           |           |       |
|  | E3             | Швеция         | Швеция         | Швеция         | Швеция         | Швеция         | Швеция         | Швеция         | Швеция         | 3              | WQF3      | Швеция | Швеция     | Швеция     | Швеция     | Швеция            | Швеция            | Швеция            | Швеция            | 4                 |                   |                   |                   |                   |                   |           |           |           |           |           |           |           |           |       |
|  |                |                |                |                |                |                |                |                |                |                | WQF3      | Швеция | Швеция     | Швеция     | Швеция     | Швеция            | Швеция            | Швеция            | Швеция            | 4                 |                   |                   |                   |                   |                   |           |           |           |           |           |           |           |           |       |
|  |                |                | WQF4           | Канада         | Канада         | Канада         | Канада         | Канада         | Канада         | Канада         | Канада    | 5      |            |            |            |                   |                   |                   |                   |                   |                   |                   |                   |                   |                   |           |           |           |           |           |           |           |           |       |
|  | F4             | Норвегия       | Норвегия       | Норвегия       | Норвегия       | Норвегия       | Норвегия       | Норвегия       | Норвегия       | Канада         | Канада    | 5      | 2          |            |            |                   |                   |                   |                   |                   |                   |                   |                   |                   |                   |           |           |           |           |           |           |           |           |       |
|  | F4             | Норвегия       | Норвегия       | Норвегия       | Норвегия       | Норвегия       | Норвегия       | Норвегия       | Норвегия       |                |           |        | 2          |            |            |                   |                   |                   |                   |                   |                   |                   |                   |                   |                   |           |           |           |           |           |           |           |           |       |
|  | F1             | Канада         | Канада         | Канада         | Канада         | Канада         | Канада         | Канада         | Канада         | 8              |           |        |            |            |            |                   |                   |                   |                   |                   |                   |                   |                   |                   |                   |           |           |           |           |           |           |           |           |       |
|  | F1             | Канада         | Канада         | Канада         | Канада         | Канада         | Канада         | Канада         | Канада         | 8              |           |        |            |            |            |                   |                   |                   |                   |                   |                   |                   | WSF1              | Канада            | Канада            | Канада    | Канада    | Канада    | Канада    | Канада    | Канада    | 4         |           |       |
|  |                |                |                |                |                |                |                |                |                |                |           |        |            |            |            |                   |                   |                   |                   |                   |                   |                   | WSF1              | Канада            | Канада            | Канада    | Канада    | Канада    | Канада    | Канада    | Канада    | 4         |           |       |
|  |                |                | WSF2           | Россия         | Россия         | Россия         | Россия         | Россия         | Россия         | Россия         | Россия    | 5      |            |            |            |                   |                   |                   |                   |                   |                   |                   |                   |                   |                   |           |           |           |           |           |           |           |           |       |
|  | E1             | Россия         | Россия         | Россия         | Россия         | Россия         | Россия         | Россия         | Россия         | Россия         | Россия    | 5      | 6          |            |            |                   |                   |                   |                   |                   |                   |                   |                   |                   |                   |           |           |           |           |           |           |           |           |       |
|  | E1             | Россия         | Россия         | Россия         | Россия         | Россия         | Россия         | Россия         | Россия         |                |           |        | 6          |            |            |                   |                   |                   |                   |                   |                   |                   |                   |                   |                   |           |           |           |           |           |           |           |           |       |
|  | E4             | Швейцария      | Швейцария      | Швейцария      | Швейцария      | Швейцария      | Швейцария      | Швейцария      | Швейцария      | 0              |           |        |            |            |            |                   |                   |                   |                   |                   |                   |                   |                   |                   |                   |           |           |           |           |           |           |           |           |       |
|  | E4             | Швейцария      | Швейцария      | Швейцария      | Швейцария      | Швейцария      | Швейцария      | Швейцария      | Швейцария      | 0              | WQF1      | Россия | Россия     | Россия     | Россия     | Россия            | Россия            | Россия            | Россия            | 4                 |                   |                   |                   |                   |                   |           |           |           |           |           |           |           |           |       |
|  |                |                |                |                |                |                |                |                |                |                | WQF1      | Россия | Россия     | Россия     | Россия     | Россия            | Россия            | Россия            | Россия            | 4                 |                   |                   |                   |                   |                   |           |           |           |           |           |           |           |           |       |
|  |                |                | WQF2           | Финляндия      | Финляндия      | Финляндия      | Финляндия      | Финляндия      | Финляндия      | Финляндия      | Финляндия | 0      |            |            |            |                   |                   |                   |                   |                   |                   |                   |                   |                   |                   |           |           |           |           |           |           |           |           |       |
|  | F2             | США            | США            | США            | США            | США            | США            | США            | США            | Финляндия      | Финляндия | 0      | 2          |            |            | Матч за 3-е место | Матч за 3-е место | Матч за 3-е место | Матч за 3-е место | Матч за 3-е место | Матч за 3-е место | Матч за 3-е место | Матч за 3-е место | Матч за 3-е место | Матч за 3-е место |           |           |           |           |           |           |           |           |       |
|  | F2             | США            | США            | США            | США            | США            | США            | США            | США            |                |           |        | 2          |            |            | Матч за 3-е место | Матч за 3-е место | Матч за 3-е место | Матч за 3-е место | Матч за 3-е место | Матч за 3-е место | Матч за 3-е место | Матч за 3-е место | Матч за 3-е место | Матч за 3-е место |           |           |           |           |           |           |           |           |       |
|  | F3             | Финляндия      | Финляндия      | Финляндия      | Финляндия      | Финляндия      | Финляндия      | Финляндия      | Финляндия      | 3              |           |        |            |            |            |                   |                   |                   |                   |                   |                   |                   |                   |                   |                   |           |           |           |           |           |           |           |           |       |
|  | F3             | Финляндия      | Финляндия      | Финляндия      | Финляндия      | Финляндия      | Финляндия      | Финляндия      | Финляндия      | 3              |           |        |            |            |            |                   |                   |                   |                   |                   |                   |                   |                   |                   |                   |           |           |           |           |           |           |           |           |       |
|  |                |                |                |                |                |                |                |                |                |                |           |        |            |            |            |                   |                   |                   |                   |                   |                   |                   |                   |                   | LSF1              | Финляндия | Финляндия | Финляндия | Финляндия | Финляндия | Финляндия | Финляндия | Финляндия | 4     |
|  |                |                |                |                |                |                |                |                |                |                |           |        |            |            |            |                   |                   |                   |                   |                   |                   |                   |                   |                   | LSF1              | Финляндия | Финляндия | Финляндия | Финляндия | Финляндия | Финляндия | Финляндия | Финляндия | 4     |
|  |                |                |                |                |                |                |                |                |                |                |           |        |            |            |            |                   |                   |                   |                   |                   |                   |                   |                   |                   | LSF2              | Швеция    | Швеция    | Швеция    | Швеция    | Швеция    | Швеция    | Швеция    | Швеция    | 0     |
|  |                |                |                |                |                |                |                |                |                |                |           |        |            |            |            |                   |                   |                   |                   |                   |                   |                   |                   |                   | LSF2              | Швеция    | Швеция    | Швеция    | Швеция    | Швеция    | Швеция    | Швеция    | Швеция    | 0     |

### Четвертьфиналы
| 14 мая 2008 13:00 (UTC-4) | Чехия | 2 : 3 ОТ (0:0, 1:1, 1:1, 0:1) | Швеция | Квебек, «Колизей Пепси» Зрителей: 9787 |

| Отчёт                                                                     | Отчёт               | Отчёт | Отчёт            | Отчёт               |
| ------------------------------------------------------------------------- | ------------------- | --- | ---------------- | ------------------- |
|                                                                           |                     | |                  |                     |
|                                                                           | Милан Гниличка      | Вратари | Хенрик Лундквист | Судьи: Пихачек Ренн |
|                                                                           | Голы:               | |                  | Судьи: Пихачек Ренн |
| Томаш Ролинек (А. Коталик, Т. Плеканец) 30:28 Радим Врбата (буллит) 52:19 | 0:1 1:1 2:1 2:2 2:3 | 27:43 (бол.) Патрик Хорнквист (А. Строльман, Н. Бекстрём) 56:22 Маркус Нильсон (М. Юханссон, Н. Валлин) 63:15 Маттиас Вейнхандль (А. Строльман, М. Нильсон) |                  | Судьи: Пихачек Ренн |
|                                                                           |                     | |                  | Судьи: Пихачек Ренн |
|                                                                           |                     | |                  | Судьи: Пихачек Ренн |
|                                                                           |                     | |                  | Судьи: Пихачек Ренн |
| 20 мин                                                                    | Штраф               | 8 мин |                  | Судьи: Пихачек Ренн |
| 3 (0)                                                                     | Большинство         | 4 (1) |                  |                     |
|                                                                           | 31 (8+7+15+1)       | Броски | 31 (9+6+12+4)    |                     |

| 14 мая 2008 16:30 (UTC-3) | Норвегия | 2 : 8 (1:2, 1:3, 0:3) | Канада | Галифакс, «Галифакс Метро Центр» Зрителей: 9192 |

| Отчёт                                                                                            | Отчёт                                   | Отчёт | Отчёт        | Отчёт                  |
| ------------------------------------------------------------------------------------------------ | --------------------------------------- | --- | ------------ | ---------------------- |
|                                                                                                  |                                         | |              |                        |
|                                                                                                  | Пол Гротнес                             | Вратари | Кэм Уорд     | Судьи: Буланов Поляков |
|                                                                                                  | Голы:                                   | |              | Судьи: Буланов Поляков |
| Мортен Аск (М. Тругг, А. Бастиансен) (бол.) 07:51 Матис Олимб (Л.-Э. Спетс, А. Бастиансен) 25:32 | 0:1 1:1 1:2 2:2 2:3 2:4 2:5 2:6 2:7 2:8 | 00:37 Дэни Хитли 11:02 (бол.) Райан Гецлаф (М. Сан-Луи, Д. Хитли) 29:57 (бол.) Джонатан Тэйвз (Д. Кит, Д. Рой) 34:08 (бол.) Дерек Рой (Дж. Тэйвз, М. Грин) 36:50 Дерек Рой (Дж. Тэйвз, Ш. Доун) 44:10 (бол.) Рик Нэш (М. Грин, Д. Хитли) 50:44 Рик Нэш (Р. Гецлаф) 51:40 Дерек Рой |              | Судьи: Буланов Поляков |
|                                                                                                  |                                         | |              | Судьи: Буланов Поляков |
|                                                                                                  |                                         | |              | Судьи: Буланов Поляков |
|                                                                                                  |                                         | |              | Судьи: Буланов Поляков |
| 22 мин                                                                                           | Штраф                                   | 18 мин |              | Судьи: Буланов Поляков |
| 7 (1)                                                                                            | Большинство                             | 9 (4) |              |                        |
|                                                                                                  | 24 (8+7+9)                              | Броски | 39 (13+17+9) |                        |

| 14 мая 2008 13:00 (UTC-4) | Россия | 6 : 0 (3:0, 3:0, 0:0) | Швейцария | Квебек, «Колизей Пепси» Зрителей: 12 096 |

| Отчёт | Отчёт                   | Отчёт   | Отчёт                               | Отчёт                 |
| --- | ----------------------- | ------- | ----------------------------------- | --------------------- |
| |                         |         |                                     |                       |
| | Евгений Набоков         | Вратари | Мартин Гербер (Йонас Хиллер, 26:50) | Судьи: Орзаг Пеллерин |
| | Голы:                   |         |                                     | Судьи: Орзаг Пеллерин |
| Александр Сёмин (Д. Гребешков, С. Фёдоров) 01:14 Максим Афиногенов (Д. Зарипов, А. Терещенко) 02:18 Данис Зарипов (бол.) 06:23 Сергей Фёдоров (Д. Гребешков, К. Корнеев) 21:22 Максим Афиногенов (Д. Зарипов, А. Терещенко) 26:37 Александр Овечкин (К. Корнеев, Е. Набоков) 38:07 | 1:0 2:0 3:0 4:0 5:0 6:0 |         |                                     | Судьи: Орзаг Пеллерин |
| |                         |         |                                     | Судьи: Орзаг Пеллерин |
| |                         |         |                                     | Судьи: Орзаг Пеллерин |
| |                         |         |                                     | Судьи: Орзаг Пеллерин |
| 29 мин | Штраф                   | 14 мин  |                                     | Судьи: Орзаг Пеллерин |
| 6 (1) | Большинство             | 2 (0)   |                                     |                       |
| | 30 (8+10+12)            | Броски  | 22 (8+9+5)                          |                       |

| 14 мая 2008 19:00 (UTC-3) | США | 2 : 3 ОТ (0:1, 0:1, 2:0, 0:1) | Финляндия | Галифакс, «Галифакс Метро Центр» Зрителей: 9176 |

| Отчёт                                                      | Отчёт               | Отчёт | Отчёт           | Отчёт                    |
| ---------------------------------------------------------- | ------------------- | --- | --------------- | ------------------------ |
|                                                            |                     | |                 |                          |
|                                                            | Роберт Эш           | Вратари | Никлас Бекстрём | Судьи: Ларкинг Виннеборг |
|                                                            | Голы:               | |                 | Судьи: Ларкинг Виннеборг |
| Фил Кессел (Т. Глисон) 55:44 Дрю Стаффорд (А. Буриш) 56:21 | 0:1 0:2 1:2 2:2 2:3 | 10:14 Туомо Рууту (О. Йокинен) 25:45 (бол.) Янне Нискала (О. Йокинен, Т. Селянне) 63:59 Сами Леписто (С. Койву, Т. Селянне) |                 | Судьи: Ларкинг Виннеборг |
|                                                            |                     | |                 | Судьи: Ларкинг Виннеборг |
|                                                            |                     | |                 | Судьи: Ларкинг Виннеборг |
|                                                            |                     | |                 | Судьи: Ларкинг Виннеборг |
| 10 мин                                                     | Штраф               | 8 мин |                 | Судьи: Ларкинг Виннеборг |
| 4 (0)                                                      | Большинство         | 5 (1) |                 |                          |
|                                                            | 24 (8+3+12+1)       | Броски | 33 (6+18+5+4)   |                          |

### Полуфиналы
| 16 мая 2008 13:00 (UTC-4) | Россия | 4 : 0 (1:0, 1:0, 2:0) | Финляндия | Квебек, «Колизей Пепси» Зрителей: 11 159 |

| Отчёт | Отчёт           | Отчёт   | Отчёт                           | Отчёт                 |
| --- | --------------- | ------- | ------------------------------- | --------------------- |
| |                 |         |                                 |                       |
| | Евгений Набоков | Вратари | Никлас Бекстрём (57:19 — 57:56) | Судьи: Курманн Рейбер |
| | Голы:           |         |                                 | Судьи: Курманн Рейбер |
| Сергей Фёдоров (А. Сёмин, А. Овечкин) 13:41 Данис Зарипов (А. Марков, С. Зиновьев) 23:44 Алексей Морозов (И. Никулин, С. Зиновьев) (бол.) 52:15 Максим Сушинский (А. Терещенко) (п.в.) 57:56 | 1:0 2:0 3:0 4:0 |         |                                 | Судьи: Курманн Рейбер |
| |                 |         |                                 | Судьи: Курманн Рейбер |
| |                 |         |                                 | Судьи: Курманн Рейбер |
| |                 |         |                                 | Судьи: Курманн Рейбер |
| 10 мин | Штраф           | 14 мин  |                                 | Судьи: Курманн Рейбер |
| 6 (1) | Большинство     | 4 (0)   |                                 |                       |
| | 27 (5+9+13)     | Броски  | 23 (9+5+9)                      |                       |

| 16 мая 2008 17:00 (UTC-4) | Канада | 5 : 4 (1:1, 4:2, 0:1) | Швеция | Квебек, «Колизей Пепси» Зрителей: 13 026 |

| Отчёт | Отчёт                               | Отчёт | Отчёт                                               | Отчёт             |
| --- | ----------------------------------- | --- | --------------------------------------------------- | ----------------- |
| |                                     | |                                                     |                   |
| | Паскаль Леклер                      | Вратари | Хенрик Лундквист (Микаэль Теллквист, 40:00 — 59:24) | Судьи: Лукер Ренн |
| | Голы:                               | |                                                     | Судьи: Лукер Ренн |
| Дэни Хитли (Буриш, М. Грин) (бол.) 05:35 Райан Гецлаф (М. Грин) (бол.) 23:58 Джамал Майерс (Дж. Чимера, Дж. Спецца) 28:31 Рик Нэш (Р. Гецлаф, Д. Хитли) 32:29 Майк Грин (П. Леклер) (бол.) 39:53 | 1:0 1:1 1:2 2:2 3:2 3:3 4:3 5:3 5:4 | 19:15 Антон Строльман (М. Вайнхандль, П. Ледин) 22:46 Никлас Валлин (П. Ледин, М. Вайнхандль) 31:26 (бол.) Антон Строльман (Р. Нильссон) 54:21 Фредрик Варг (К. Фабрициус, Н. Валлин) |                                                     | Судьи: Лукер Ренн |
| |                                     | |                                                     | Судьи: Лукер Ренн |
| |                                     | |                                                     | Судьи: Лукер Ренн |
| |                                     | |                                                     | Судьи: Лукер Ренн |
| 8 мин | Штраф                               | 14 мин |                                                     | Судьи: Лукер Ренн |
| 6 (3) | Большинство                         | 3 (1) |                                                     |                   |
| | 38 (12+15+11)                       | Броски | 34 (11+12+11)                                       |                   |

### Матч за третье место
| 17 мая 2008 15:00 (UTC-4) | Финляндия | 4 : 0 (2:0, 0:0, 2:0) | Швеция | Квебек, «Колизей Пепси» Зрителей: 12 009 |

| Отчёт | Отчёт           | Отчёт   | Отчёт                                      | Отчёт                   |
| --- | --------------- | ------- | ------------------------------------------ | ----------------------- |
| |                 |         |                                            |                         |
| | Никлас Бекстрём | Вратари | Даниэль Лив (52:17 — 52:46, 56:23 — 57:35) | Судьи: Пеллерин Пихачек |
| | Голы:           |         |                                            | Судьи: Пеллерин Пихачек |
| Антти Пильстрём (Н. Капанен, Х. Хювонен) 11:31 Янне Нискала (Т. Рууту) 13:44 Антти Пильстрём (Х. Хювонен) 42:18 Микко Койву (п.в.) 57:35 | 1:0 2:0 3:0 4:0 |         |                                            | Судьи: Пеллерин Пихачек |
| |                 |         |                                            | Судьи: Пеллерин Пихачек |
| |                 |         |                                            | Судьи: Пеллерин Пихачек |
| |                 |         |                                            | Судьи: Пеллерин Пихачек |
| 16 мин | Штраф           | 10 мин  |                                            | Судьи: Пеллерин Пихачек |
| 3 (0) | Большинство     | 6 (0)   |                                            |                         |
| | 13 (8+2+3)      | Броски  | 36 (12+11+13)                              |                         |

### Финал
| 18 мая 2008 13:00 (UTC-4) | Канада | 4 : 5 ОТ (3:1, 1:1, 0:2, 0:1) | Россия | Квебек, «Колизей Пепси» Зрителей: 13 339 |

| Отчёт | Отчёт                               | Отчёт | Отчёт                         | Отчёт                    |
| --- | ----------------------------------- | --- | ----------------------------- | ------------------------ |
| |                                     | |                               |                          |
| | Кэм Уорд                            | Вратари | 00:00 - 62:42 Евгений Набоков | Судьи: Ларкинг Виннеборг |
| | Голы:                               | |                               | Судьи: Ларкинг Виннеборг |
| Брент Бернс (Д. Рой, М. Грин) 03:54 Крис Кунитц 09:17 Брент Бернс (М. Сан-Луи, Д. Хитли) (бол.) 14:51 Дэни Хитли (Р. Гецлаф) 29:56 | 0:1 1:1 2:1 3:1 3:2 4:2 4:3 4:4 4:5 | 01:23 Александр Сёмин (А. Овечкин, С. С. Фёдоров) 21:14 (бол.) Александр Сёмин (К. Корнеев, А. Марков) 48:55 Алексей Терещенко (А. Сёмин, Ф. Тютин) 54:46 Илья Ковальчук (В. Прошкин, А. Радулов) 62:42 (бол.) Илья Ковальчук (С. Фёдоров, А. Овечкин) |                               | Судьи: Ларкинг Виннеборг |
| |                                     | |                               | Судьи: Ларкинг Виннеборг |
| |                                     | |                               | Судьи: Ларкинг Виннеборг |
| |                                     | |                               | Судьи: Ларкинг Виннеборг |
| 8 мин | Штраф                               | 12 мин |                               | Судьи: Ларкинг Виннеборг |
| 6 (1) | Большинство                         | 4 (2) |                               |                          |
| | 29 (15+8+6+0)                       | Броски | 32 (5+12+13+2)                |                          |

## Рейтинг и статистика

### Итоговое положение команд

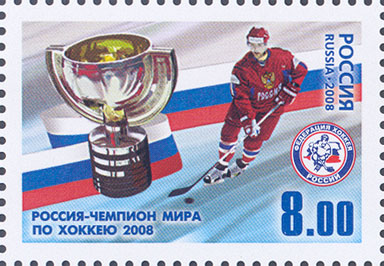
Марка, посвящённая победе российской сборной

| 1   | Россия    |
| 2   | Канада    |
| 3   | Финляндия |
| 4.  | Швеция    |
| 5.  | Чехия     |
| 6.  | США       |
| 7.  | Швейцария |
| 8.  | Норвегия  |
| 9.  | Беларусь  |
| 10. | Германия  |
| 11. | Латвия    |
| 12. | Дания     |
| 13. | Словакия  |
| 14. | Франция   |
| 15. | Словения  |
| 16. | Италия    |

| Чемпион мира по хоккею с шайбой 2008 |
| Россия Второй титул                  |

### Лучшие бомбардиры
| Игрок              | И | Г  | П  | О  | Штр | +/− |
| ------------------ | - | -- | -- | -- | --- | --- |
| Дэни Хитли         | 9 | 12 | 8  | 20 | 4   | +13 |
| Райан Гецлаф       | 9 | 3  | 11 | 14 | 10  | +10 |
| Рик Нэш            | 9 | 6  | 7  | 13 | 6   | +9  |
| Александр Сёмин    | 9 | 6  | 7  | 13 | 8   | +11 |
| Маттиас Вейнхандль | 9 | 5  | 8  | 13 | 2   | +9  |
| Александр Овечкин  | 9 | 6  | 6  | 12 | 8   | +11 |
| Сергей Фёдоров     | 9 | 5  | 7  | 12 | 8   | +10 |
| Майк Грин          | 9 | 4  | 8  | 12 | 2   | +2  |
| Фил Кессел         | 7 | 6  | 4  | 10 | 6   | +4  |
| Дерек Рой          | 9 | 5  | 5  | 10 | 6   | +4  |

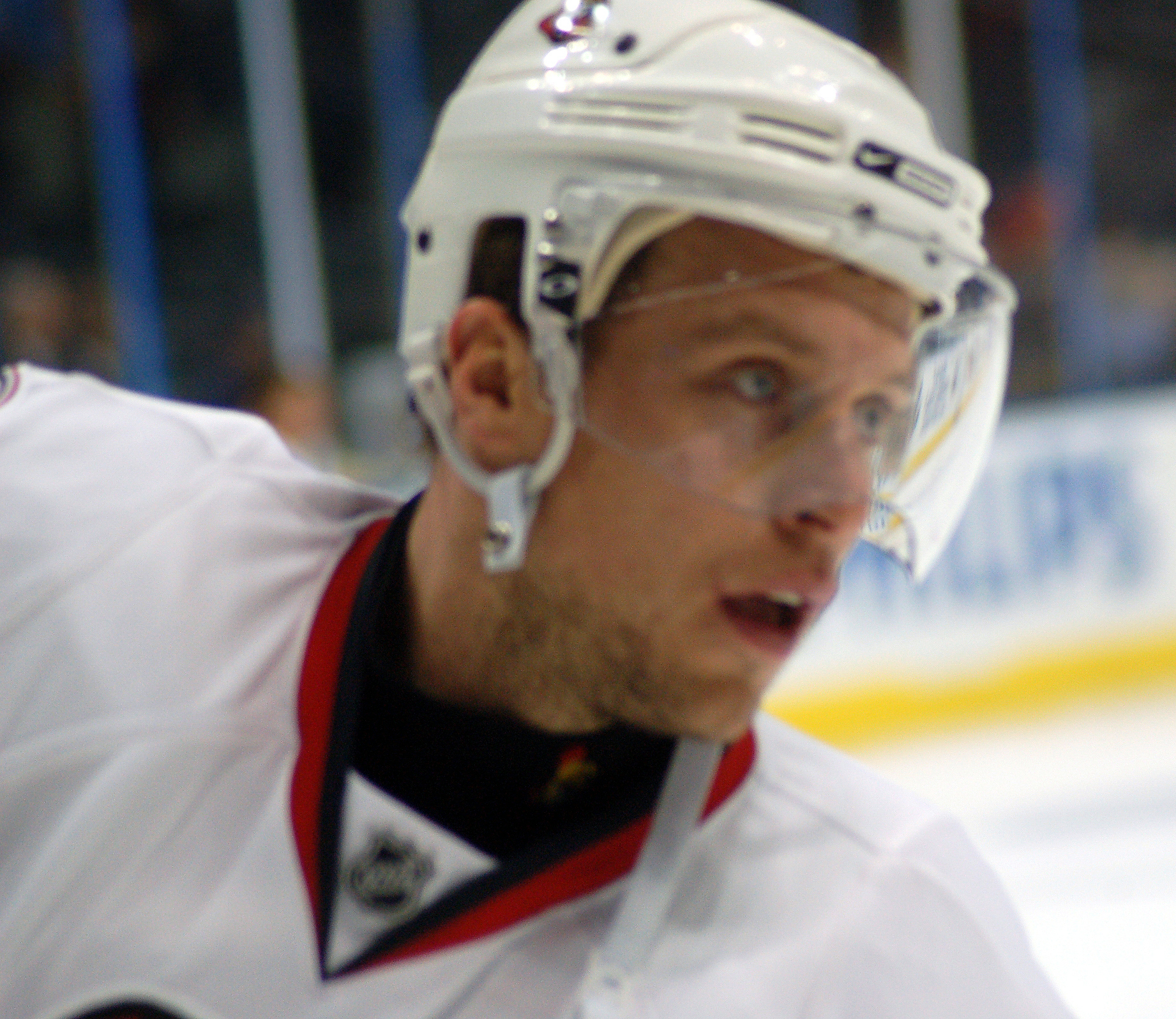
Лучший бомбардир чемпионата — Дэни Хитли

Примечание: И = Количество проведённых игр; Г = Голы; П = Голевые передачи; О = Очки; Штр = Штрафное время; +/− = Плюс-минус

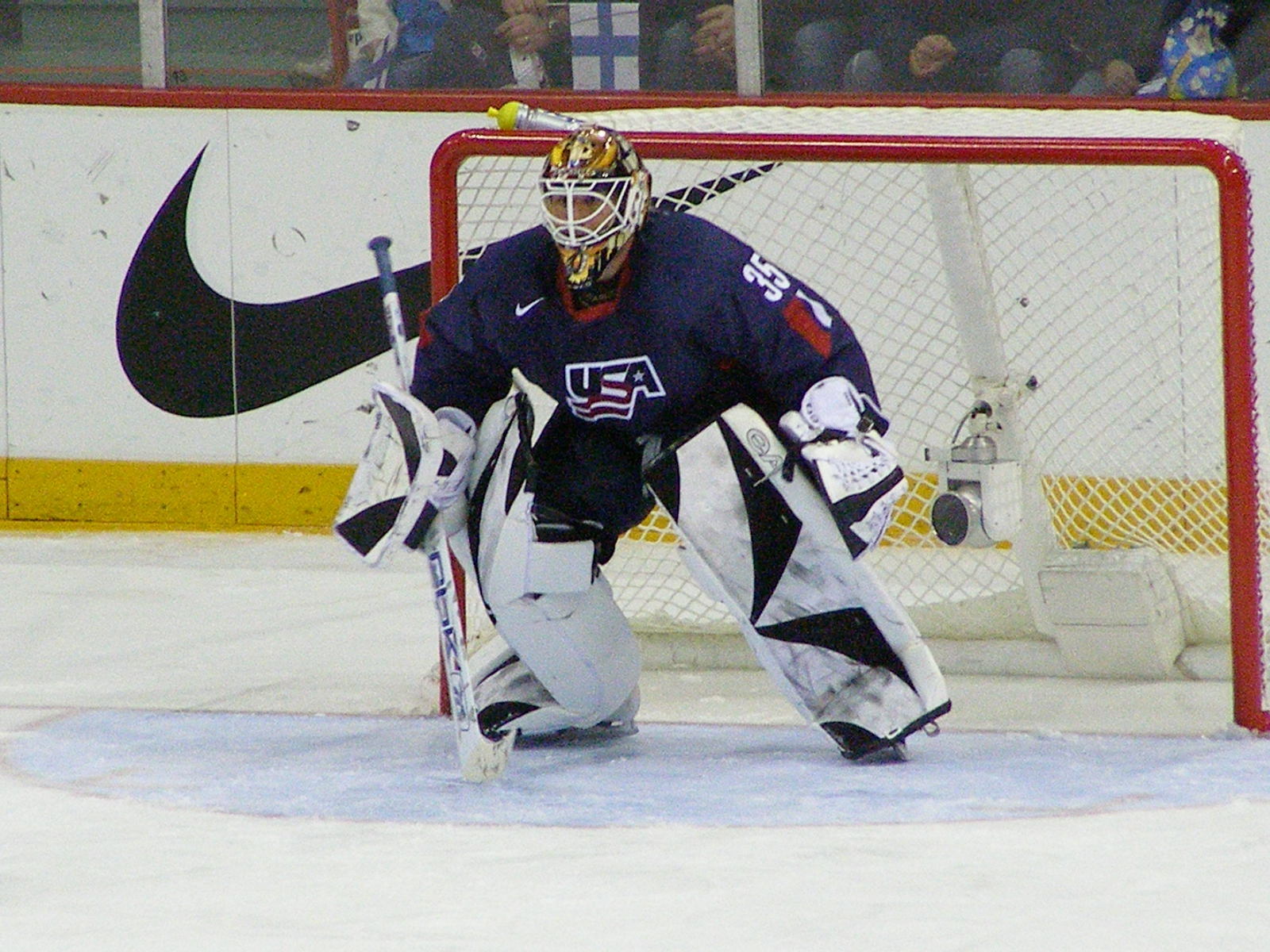
Роберт Эш — лучший вратарь по проценту отражённых бросков

По данным: IIHF.com

### Лучшие вратари
В списке вратари, сыгравшие не менее 40 % от всего игрового времени их сборной.
| Игрок           | ВП     | Бр  | ПШ | КН   | %ОБ   | И"0" |
| --------------- | ------ | --- | -- | ---- | ----- | ---- |
| Роберт Эш       | 198:03 | 102 | 7  | 2.12 | 93.14 | 0    |
| Евгений Набоков | 302:42 | 126 | 9  | 1.78 | 92.86 | 2    |
| Паскаль Леклер  | 240:00 | 107 | 8  | 2.00 | 92.52 | 1    |
| Никлас Бекстрём | 483:22 | 218 | 17 | 2.11 | 92.20 | 1    |
| Виталий Коваль  | 370:49 | 217 | 19 | 3.07 | 91.24 | 0    |

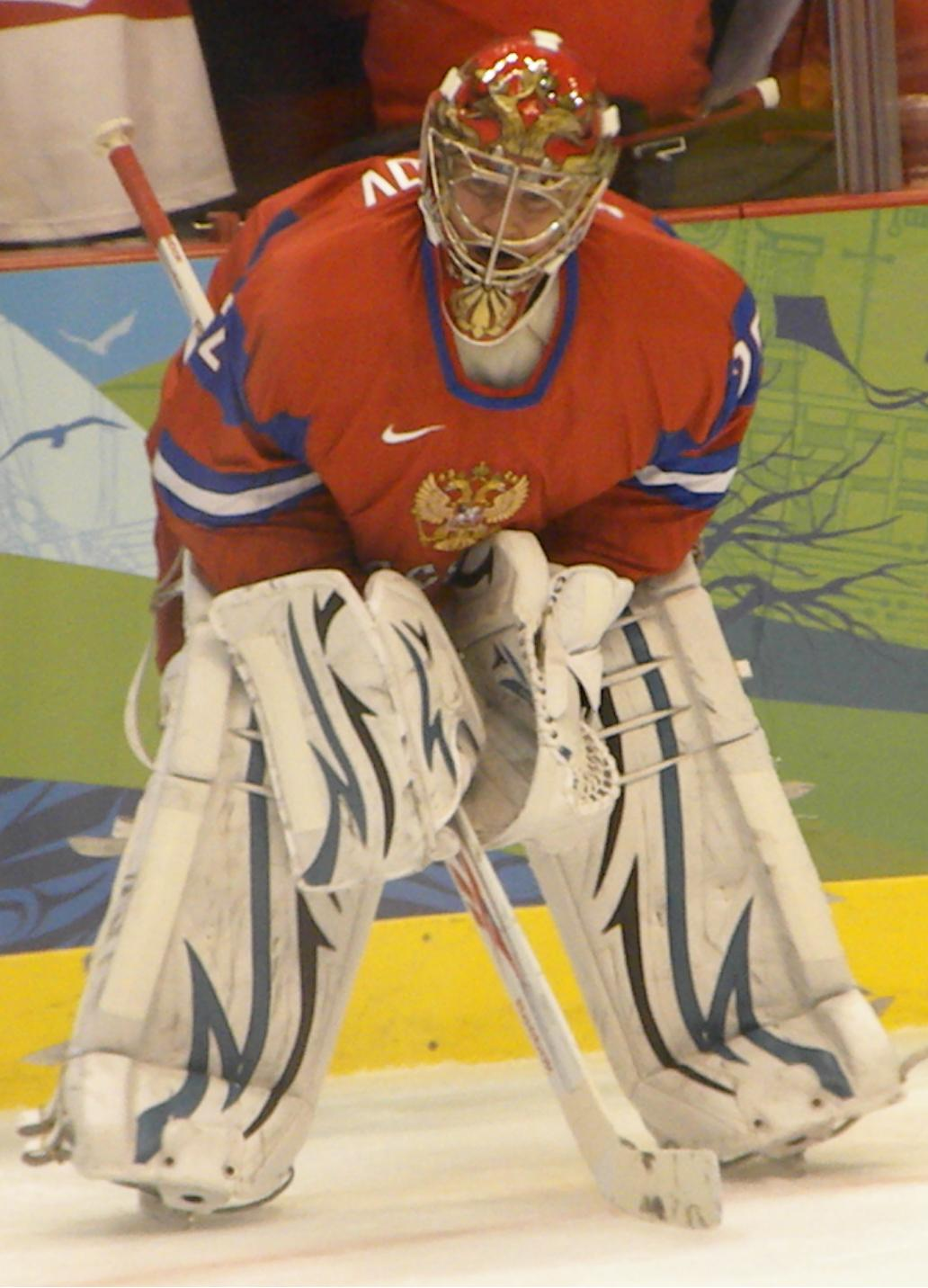
Лучший вратарь турнира — Евгений Набоков

Примечание: ВП = Время на площадке; Бр = Броски по воротам; ПШ = Пропущено шайб; КН = Коэффициент надёжности; %ОБ = Процент отражённых бросков; И"0" = «Сухие игры»
По данным: IIHF.com

### Индивидуальные награды
Самый ценный игрок (MVP):
- Дэни Хитли

Лучшие игроки:
- Вратарь:  Евгений Набоков
- Защитник:  Брент Бёрнс
- Нападающий:  Дэни Хитли

Сборная всех звёзд:
- Вратарь:  Евгений Набоков
- Защитники:  Майк Грин —  Томаш Каберле
- Нападающие:  Дэни Хитли —  Рик Нэш —  Александр Овечкин

## Права на телетрансляцию
| - Австрия: ORF Sport Plus - Беларусь: Белтелерадиокомпания - Венгрия: Sport 1, Sport 2 - Германия: DSF - Дания: TV2 Sport - Исландия: RUV - Канада: - Английский: TSN - Французский: RDS - Латвия: TV3 Latvia, TV6 Latvia - Норвегия: - Матчи сборной Норвегии: NRK - Остальные матчи: SportN - Польша: Polsat | - Россия: ВГТРК - Румыния: Sport 1, Sport 2 - Словакия: STV - Словения: RTV Slovenija - Чехия: Česká televize - Финляндия: YLE - Франция: Sport+ - Швеция: Viasat - Швейцария: - Немецкий: SF zwei - Французский: TSR2 - Итальянский: TSI 2 - Интернет: World Championship Sports Network |